# Observatoire de Paris

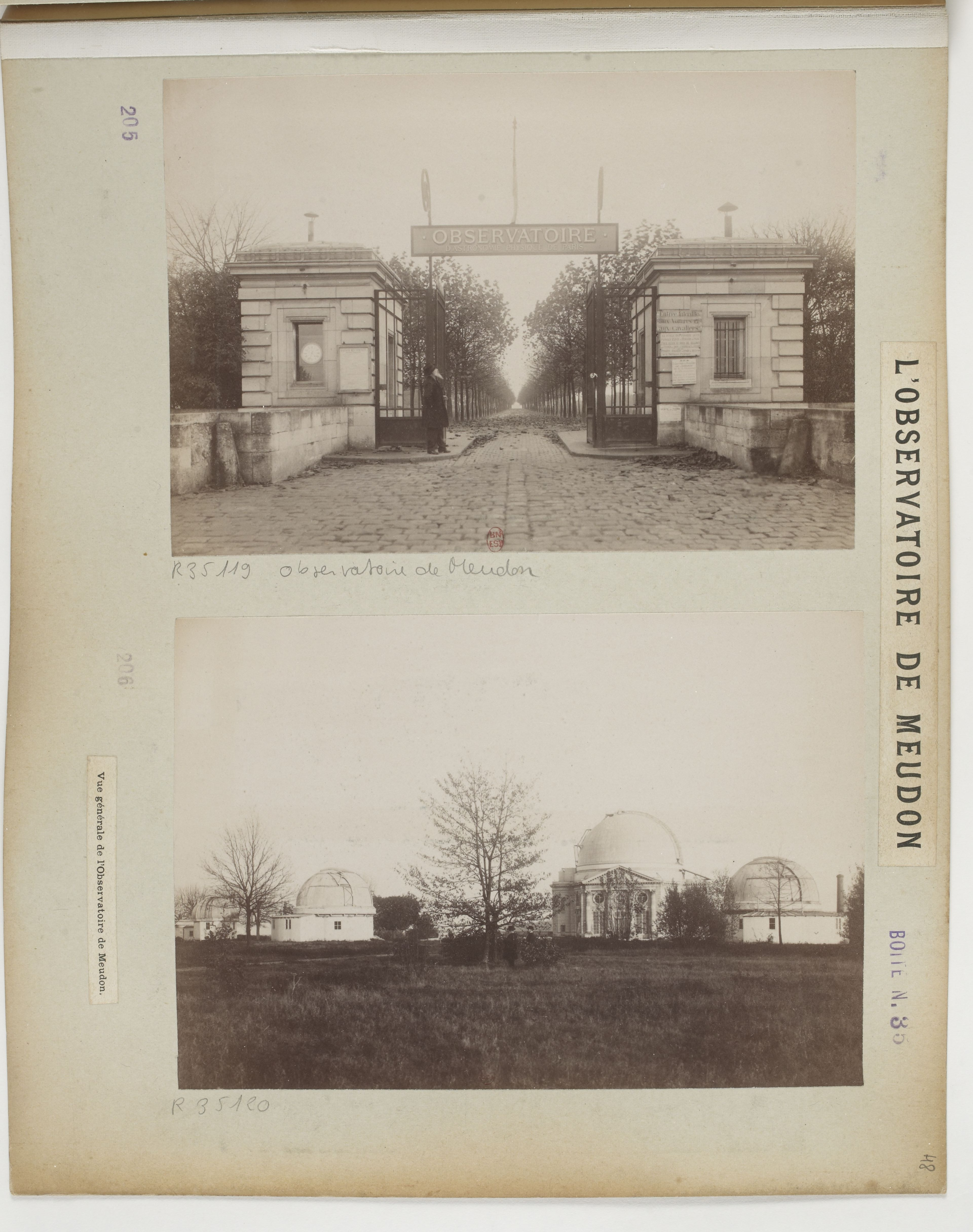
L'Observatoire de Meudon en 1899.

L'Observatoire de Paris est un observatoire astronomique implanté sur trois sites : Paris (avenue de l'Observatoire), Meudon et Nançay.
L'Observatoire de Paris est né du projet, en 1667, de créer un observatoire astronomique équipé de bons instruments permettant d'établir des cartes pour la navigation. Venant en complément de l'Académie des sciences fondée en 1666, il a joué un rôle très important dans l'astronomie en Occident. C'est là que prirent essor en France des sciences comme la géodésie, la cartographie et la météorologie. C'est le plus ancien observatoire du monde toujours en fonctionnement.
En 1927, l'Observatoire de Meudon est rattaché administrativement à l'Observatoire de Paris.
L'Observatoire de Paris est doté du statut de grand établissement et placé sous la tutelle du ministère de l'Enseignement supérieur et de la Recherche. Il est membre fondateur de l'Université PSL dont il est l'un des 9 établissements-composantes. C'est le plus grand pôle national de recherche en astronomie. L'Observatoire dispense également un enseignement supérieur de haut niveau.
Il est l'un des observatoires des sciences de l'Univers, un regroupement de laboratoires chargés de conduire des observations de longue durée dans le domaine des sciences de l’Univers (astronomie, physique du globe, océanographie, environnement) associés à l’institut national des sciences de l'univers du Centre national de la recherche scientifique.

## Historique

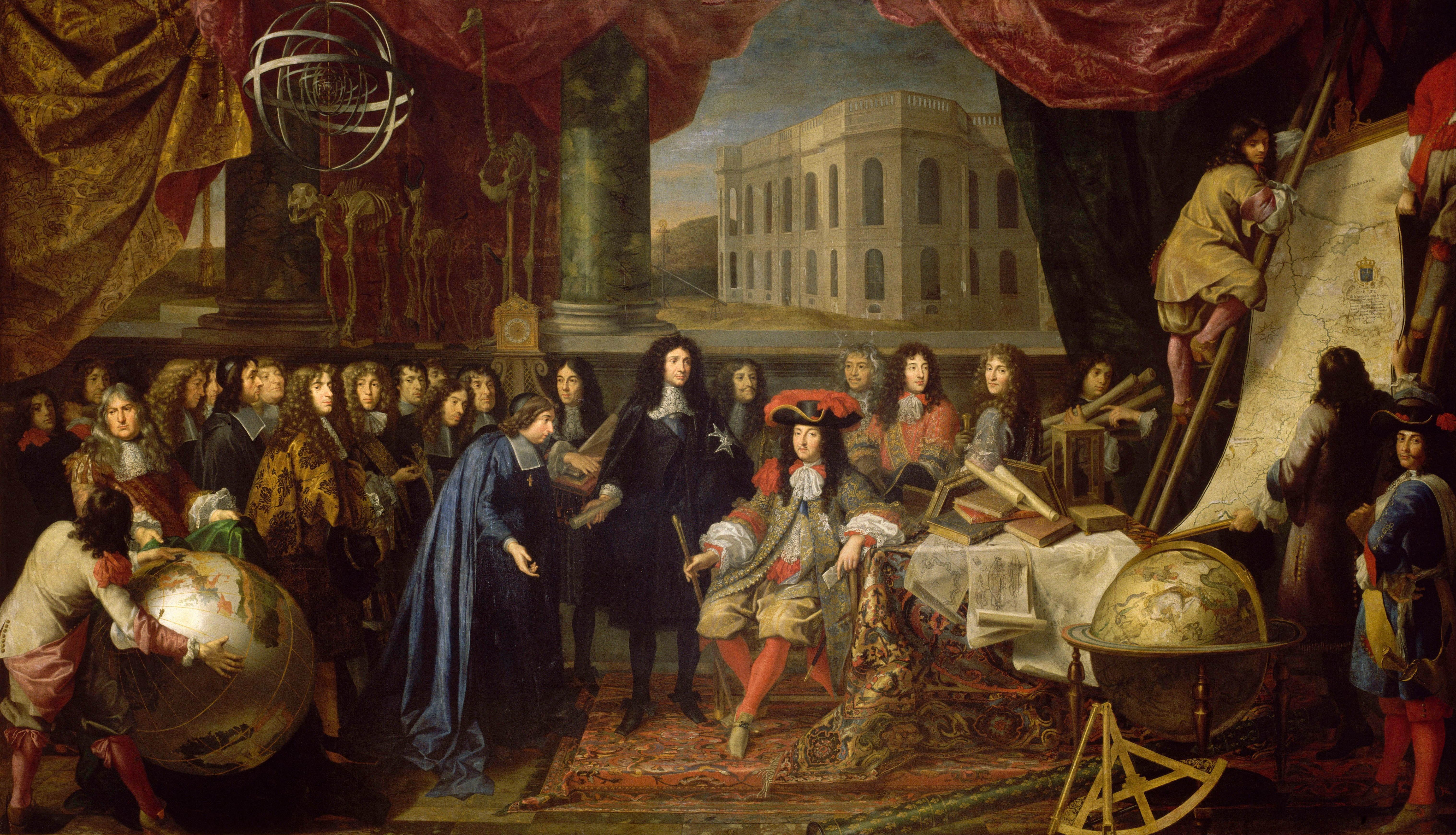
Cérémonie fondatrice de l'Académie royale des Sciences et de l'Observatoire de Paris, en présence de Louis XIV, en 1667. L'observatoire en construction est visible à l'arrière plan. (Peinture de Henri Testelin d'après Charles Le Brun ; titre original : Colbert présente au Roi Louis XIV les membres de l'Académie royale des Sciences ; conservée au château de Versailles).

Sous la pression de nombreux savants et notamment Adrien Auzout qui écrit, en 1665, une lettre à Louis XIV pour lui demander de créer sans plus attendre une compagnie des sciences et des arts, c'est en 1666 que Louis XIV et Jean-Baptiste Colbert fondent l'Académie royale des sciences,.
Lors de sa première séance, le 22 décembre 1666, il est décidé la création de l'observatoire royal, qui deviendra l'actuel Observatoire de Paris. Il devait servir de lieu de réunion et d'expérimentation pour tous les académiciens. Mais en raison de son éloignement du Paris de l'époque, seuls les astronomes l'utilisent.

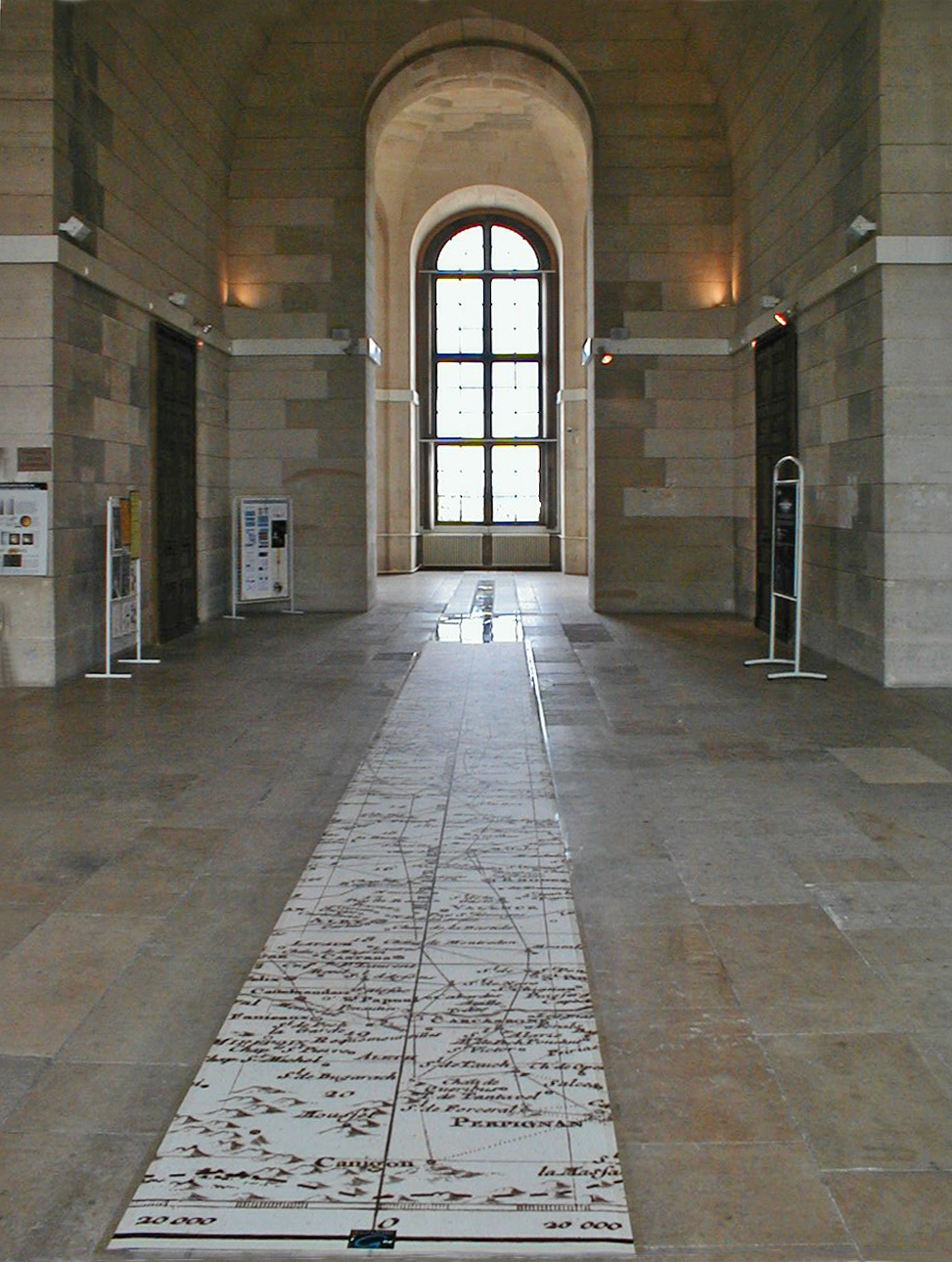
Salle méridienne, dite salle Cassini : sur la ligne de laiton, longue de près de 32 mètres, vient se projeter l’image elliptique du Soleil produite par un gnomon situé à une hauteur de 9.9377 m.

Le 21 juin 1667 (jour du solstice d'été), les mathématiciens de l'Académie, dirigés par Christian Huygens, tracent sur le terrain, à l'emplacement actuel du bâtiment, le méridien et les autres directions nécessaires à l'implantation exacte de l'édifice conçu par l'architecte et médecin Claude Perrault (frère du conteur Charles Perrault qui était également secrétaire de Colbert). Le plan médian du bâtiment définira désormais le méridien de Paris, les horloges se réglant sur le midi vrai. En 1669, Colbert appelle Giovanni Domenico Cassini pour diriger l'institution, il fait effectuer des modifications du bâtiment. Louis XIV visita pour la première fois l'Observatoire de Paris en mai 1682, soit 10 ans après la fin des travaux de l'Observatoire. Conçu comme une citadelle des sciences, le bâtiment est sobre avec une tour carrée en avant-corps (exposée plein nord) du côté de la grande avenue, et ses ailes latérales en forme de pavillons octogones.
Une vue de l'observatoire peinte à la fin du XVIIe siècle est vendue le 2 février 2025 par l'étude Prunier, commissaire-priseur à Louviers,,.
Les archives de l'institution sont consultables sur la bibliothèque numérique de l'Observatoire de Paris.
Le site de Meudon a été établi en 1876 à l'emplacement de l'ancien château de Meudon.

### Dynastie des Cassini
L'observatoire de Paris fut dirigé pendant ses 125 premières années par la famille Cassini :
- Giovanni Domenico Cassini (Cassini I), de 1669 à 1712 lui donne une expansion rapide. Durant cette période, de grands astronomes comme Huygens, Roëmer et d'autres fréquentent l'Observatoire. Jean Picard y effectue une mesure du degré d'arc de méridien terrestre ;
- Jacques Cassini (Cassini II), son fils, prend la relève de 1712 à 1756. L'observatoire est alors dirigé par l'Académie des sciences. Mais dans les faits, le directeur a une très grande indépendance ;
- César-François Cassini (Cassini III aussi appelé Cassini de Thury), le petit-fils, le dirige de 1756 à 1784. C'est durant cette période que se développent des études en géodésie et en cartographie ;
- Jean-Dominique, comte de Cassini (Cassini IV), l'arrière-petit-fils, dirige l'Observatoire à partir de 1784. Un an après sa prise de fonction, il recrute[16] trois élèves : Nicolas-Antoine Nouet, Jean Pemy de Villeneuve et Alexandre Ruelle[17] (auxquels le décret du 31 août 1793 de la Convention attribuera le statut d'astronomes, voire de professeurs). Étant monarchiste, il démissionne le 5 septembre 1793, quitte l'Observatoire le mois suivant, et est remplacé par un autodidacte, Alexis Bouvard[16].

Tous les Cassini étaient très présents au sein de l'Observatoire, et vivaient même sur place.

### Après la Révolution

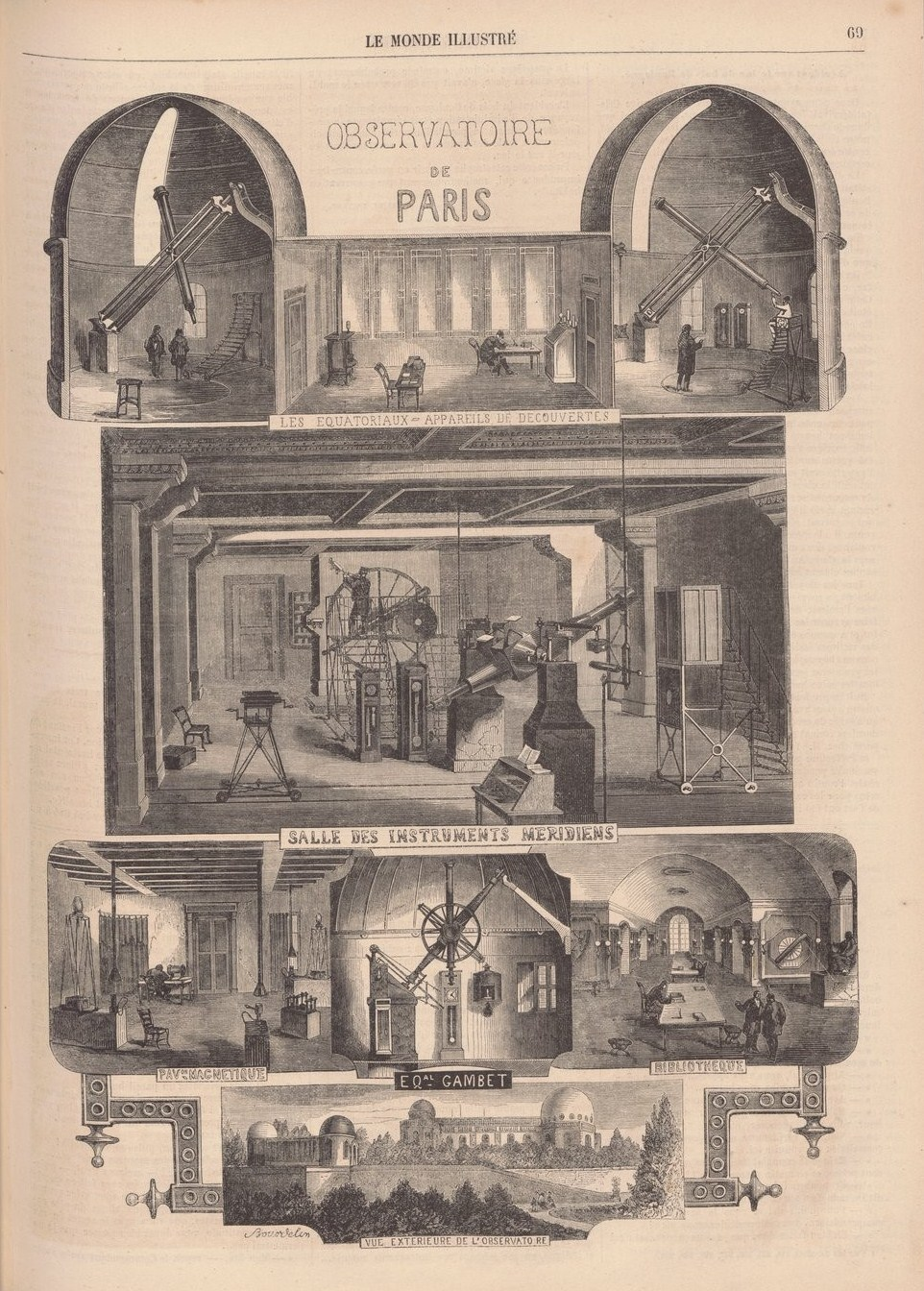
L'Observatoire de Paris en 1862.

Après la démission du comte de Cassini, l'Observatoire est quelque peu malmené par la Révolution française en raison de ses très forts liens avec la monarchie. Une inspection assez musclée a même lieu le 16 juillet 1789 à la recherche d'armes et de vivres, mais rien de tel ne sera trouvé dans les locaux de l'Observatoire. L'argent fait également défaut.
Après 1790, l'Observatoire est doté des instruments astronomiques conservés dans l'ancien Cabinet de curiosités du roi Louis XV, dans le parc du château de La Muette, à la suite du démantèlement de ce dernier, en particulier le télescope créé par dom Nicolas Noël.
Le décret du 7 messidor an III (25 juin 1795) instaure le Bureau des longitudes, et lui attribue l'Observatoire, dont la mission est de développer l'astronomie. Parmi les dix membres nommés, les astronomes Jérôme Lalande, Jean-Dominique Cassini, Pierre-François-André Méchain et Jean-Baptiste Joseph Delambre sont statutaires et perçoivent un salaire, et deux astronomes adjoints sont astreints aux travaux de service à l'Observatoire, Michel Lalande (neveu de Jérôme) et Alexis Bouvard. Cassini démissionne à nouveau au début de 1796, il sera remplacé par Charles Messier.
Durant les années suivantes, le poste de directeur sera attribué successivement à :
- Lalande de 1795 à 1800. C'est sous sa direction que l'Observatoire contribue à la standardisation des mesures, le mètre et le kilogramme, le 10 décembre 1799). Les deux étalons de mesure sont conservés à l'Observatoire jusqu'en 1889, date à laquelle est fondé le Bureau international des poids et mesures, à Sèvres ;
- Pierre-François-André Méchain de 1800 à 1804 ;
- Jean-Baptiste Joseph Delambre de 1804 à 1822.

Cependant, durant cette période, la direction de l'Observatoire va de pair avec la présidence (renouvelée annuellement) du Bureau des longitudes, et ne concerne que la direction administrative et non scientifique, car les astronomes sont autonomes en ce qui concerne le cap choisi pour leurs travaux. Alexis Bouvard fut ainsi, en tant que trésorier du Bureau des longitudes, chargé de l'administration de l'Observatoire de 1808 jusqu'à sa mort en 1843. En avril 1834, à la suite de l'adoption d'un nouveau règlement du Bureau des longitudes concernant le service de l'Observatoire de Paris, François Arago est nommé directeur des observations, chargé de superviser les travaux réguliers de l'établissement, confiés à des élèves astronomes.
François Arago développe à l'Observatoire la polarimétrie et la photométrie et y réalise le premier daguerréotype du Soleil. Il fait installer dans la tour est une grande lunette équatoriale. Pour cela, l'architecte Alphonse de Gisors agrandit et réaménage, en 1846-1847, la tour avec une nouvelle coupole. Mais pour des raisons techniques, la lunette ne peut vraiment être utilisée que 25 ans plus tard. Durant cette période, Foucault introduit le miroir réflecteur à dépôt d'argent.
Urbain Le Verrier occupe le poste de directeur de 1854 à 1870. Il y fonde la météorologie, le bureau de météorologie est ensuite déplacé au Parc Montsouris. Étant très proche du nouveau pouvoir et également membre du Sénat, il arrive à étendre les pouvoirs du directeur de l'Observatoire. Il arrive également à augmenter les payes des astronomes. Mais son caractère autoritaire crée des tensions importantes avec le personnel de l'Observatoire. Peu après la démission collective de 14 astronomes, il est relevé de son poste.
Jules Janssen présente un projet de restauration du château de Meudon, obtient les fonds nécessaires (plus d'un million de francs de l'époque) et y fonde l'Observatoire d'Astronomie Physique en 1876. Une grande coupole est créée qui abrite toujours des instruments d'observation. L'Observatoire de Meudon reste l'un des laboratoires de référence pour l'étude du Soleil.
L'Amiral Mouchez de 1878 à 1892, jusqu'à sa mort, dirige à son tour l'Observatoire. Il décide, en 1887, la création de la Carte du Ciel, projet auquel participent 18 observatoires à travers le monde. Il rénove les appareils, ouvre l'Observatoire au public et unifie l'heure en France, à l'heure du méridien de Paris.
François-Félix Tisserand prend la direction de l'Observatoire de 1892 à 1896, jusqu'à sa mort. Tout en élaborant son Traité de mécanique céleste, il suit de très près les différents travaux en cours et veille au bon fonctionnement du matériel.
C'est ensuite au tour de Maurice Lœwy d'assurer la direction de l'Observatoire, de 1897 à 1907, jusqu'à sa mort. Il participe activement à l'élaboration de la Carte du Ciel.
Benjamin Baillaud prend le poste de directeur de 1908 à 1926. Il est l'initiateur de la création du Bureau international de l'heure. Il participe activement à la rénovation des équipements astronomiques français.
De 1927 à 1929, c'est Henri Deslandres qui assure la direction de l'Observatoire. Deslandres était le directeur de l'Observatoire de Meudon. Le rattachement de cet observatoire avec celui de Paris lui permet d'accéder au poste de directeur. Deslandres voulait transférer tous les équipements astronomiques de Paris vers Meudon, en ne gardant dans la capitale que l'administratif. Ce projet ne sera jamais appliqué.
Ernest Esclangon assure la direction de 1927 à 1944. Il sera notamment à l'origine de la création de la première horloge parlante au monde ; celle-ci est présentée à l'Académie des sciences en 1932 et inaugurée à l'Observatoire de Paris le 14 février 1933,. Pour assurer la continuité du Service horaire, alors que la France est envahie par l'Allemagne, Esclangon et une partie du personnel partent à Bordeaux. C'est Armand Lambert qui assure la direction par intérim de l'Observatoire. Après l'armistice du 22 juin 1940, l'Observatoire conserve une activité à peu près normale. Étant juif, Lambert continue malgré tout à assurer son travail. Il est arrêté en 1943 et est envoyé à Auschwitz, d'où il ne reviendra pas.
À la fin de la Seconde Guerre mondiale, le poste de directeur est attribué à André Danjon, qui l'exercera jusqu'en 1963. Avant d'avoir le poste de directeur, Danjon jouit déjà d'une très forte réputation. C'est grâce à celle-ci qu'il étend énormément les moyens de l'Observatoire, notamment en personnel. Il participe aussi activement à l'élaboration d'équipements comme la caméra électronique proposée par André Lallemand. À cause de l'augmentation du nombre de scientifiques au sein de l'Observatoire, il fera construire plusieurs autres bâtiments et limitera la hauteur et l'éclairage des bâtiments présents autour de l'Observatoire, de manière à garder une certaine qualité de vue. En 1953, l'observatoire de Nançay est rattaché à l'Observatoire de Paris. Ce rattachement permet de faire de nombreuses découvertes sur la couronne solaire et Jupiter.

### Liste des directeurs

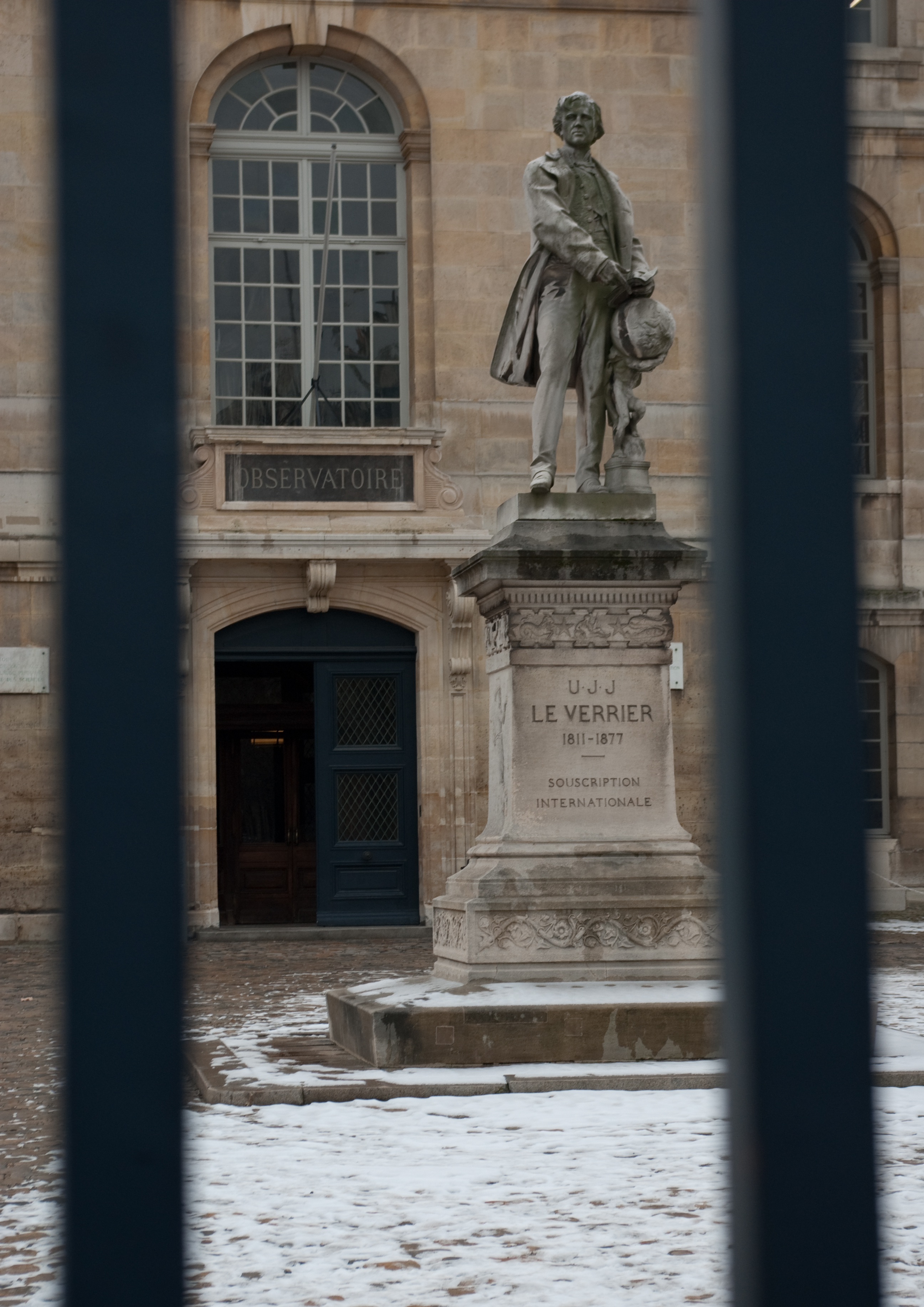
Façade Nord. Statue d'Urbain Le Verrier.

Le titre de directeur général de l'Observatoire est officiellement accordé pour la première fois à César-François Cassini par un brevet royal du 12 novembre 1771. Cependant, le rôle prépondérant joué par ses grand-père et père au sein de cet établissement durant son premier siècle d'existence leur confère en quelque sorte de facto le rôle de directeur (après Huygens, 1666-1670).
- De 1671 à 1712 : Giovanni Domenico Cassini ;
- De 1712 à 1756 : Jacques Cassini ;
- De 1756 à 1784 : César-François Cassini de Thury ;
- De 1784 à 1793 : Dominique, comte de Cassini ;
- De septembre 1793 à 1794 : Jean Pemy de Villeneuve, directeur temporaire ;
- Vers 1794 à 1795 : Nicolas-Antoine Nouet, directeur temporaire ;
- De 1795 à 1800 : Joseph Jérôme Lefrançais de Lalande ;
- De 1800 à 1804 : Pierre Méchain ;
- De 1804 à 1822 : Jean Baptiste Joseph Delambre ;
- De 1822 à 1843 : Alexis Bouvard ;
- De 1843 à 1853 : François Arago ;
- De 1854 à 1870 : Urbain Le Verrier ;
- De 1870 à 1872 : Charles-Eugène Delaunay ;
- De 1873 à 1877 : Urbain Le Verrier ;
- De 1878 à 1892 : Ernest Mouchez ;
- De 1892 à 1896 : Félix Tisserand ;
- De 1896 à 1907 : Maurice Loewy ;
- De 1908 à 1926 : Benjamin Baillaud ;
- De 1926 à 1929 : Henri Deslandres ;
- De 1929 à 1944 : Ernest Esclangon ;
- De 1945 à 1963 : André Danjon ;
- De 1963 à 1967 : Jean-François Denisse ;
- De 1967 à 1971 : Jean Delhaye ;
- De 1971 à 1976 : Raymond Michard ;
- De 1976 à 1981 : Jacques Boulon ;
- De 1981 à 1991 : Pierre Charvin ;
- De 1991 à 1999 : Michel Combes ;
- De 1999 à 2003 : Pierre Couturier ;
- De 2003 à 2011 : Daniel Egret ;
- De 2011 à 2020 : Claude Catala ;
- De 2020 - en cours : Fabienne Casoli[26].

## L'Observatoire aujourd'hui
En 2010, l'Observatoire compte près de 600 emplois permanents (Rapport AÉRES 2010) :
- 333 emplois permanents propres relevant du ministère de la Recherche et de l'Enseignement Supérieur (dont 89 astronomes, 10 enseignants-chercheurs, 2 PRAG, 232 personnels de soutien) ;
- 248 titulaires du CNRS y sont affectés ;
- 35 enseignants-chercheurs d'autres établissements de l'enseignement supérieur ;
- 9 personnels divers travaillent dans les laboratoires de l'établissement ;
- l'établissement emploie 42 contractuels dont 11 sur postes vacants, 19 sur contrat CNRS, le reste sur budget de l'établissement.

Établissement d'enseignement supérieur, 245 étudiants y étudient (ce chiffre intègre les étudiants suivant les cours de l'Observatoire mais inscrits dans les universités partenaires).
Le budget annuel hors salaires de l'Observatoire de Paris est de 20 M€ et sa masse salariale est estimée à 35 M€.
L'Observatoire de Paris doit remplir trois missions :
- une mission de recherche ;
- une mission d'enseignement ;
- une mission de diffusion du savoir vers le grand public.

### Recherche
L'Observatoire de Paris est le plus grand pôle français de recherche en astronomie. Les recherches menées en son sein couvrent tous les champs de l'astronomie et l'astrophysique contemporaines, en étudiant :
- le Soleil et ses relations avec la Terre ;
- les planètes, les exoplanètes et les systèmes planétaires ;
- la formation des étoiles ;
- le milieu interstellaire ;
- la formation et l'évolution des galaxies ;
- les astroparticules ;
- la cosmologie ;
- la métrologie de l'espace et du temps ;
- l'histoire et la philosophie des sciences.

Les chercheurs et ingénieurs de l'Observatoire réalisent des instruments d'observation pour les télescopes au sol ou les sondes spatiales, organisent des campagnes d'observation, mettent en place le traitement et l'analyse des données d'observation, élaborent des bases de données, ou réalisent des simulations numériques permettant de modéliser les phénomènes astrophysiques et d'en faire l'interprétation théorique.
Ils sont regroupés au sein de sept unités de recherche :
- le GEPI (Galaxies, étoiles, physique et instrumentation) ;
- l'IMCCE (Institut de mécanique céleste et de calcul des éphémérides) ;
- le LERMA (Laboratoire d'études du rayonnement et de la matière en astrophysique) ;
- le LESIA (Laboratoire d'études spatiales et d'instrumentation en astrophysique) ;
- le LUTH (Laboratoire univers et théories) ;
- le SYRTE (Systèmes de référence temps espace) ;
- l'USN (Unité scientifique de la station de Nançay).

L'Observatoire de Paris est en tutelle secondaire de trois laboratoires associés :
- l'OSUC (Observatoire des sciences de l'Univers en région Centre) ;
- le Laboratoire AstroParticule et Cosmologie (APC) ;
- le Laboratoire de physique des plasmas (LPP).

### Enseignement
L'Observatoire dispense un enseignement supérieur de haut niveau en astronomie et astrophysique allant du master au doctorat, avec possibilité de formation à distance.
- Master 1 : Astronomie et Astrophysique, Sciences de l’Univers et Technologies Spatiales
- Master 2 Recherche : Astronomie, Astrophysique et Ingénierie Spatiale
- Master 2 Professionnel : Outils et Systèmes de l'Astronomie et de l'Espace
- École doctorale 127 : Astronomie & Astrophysique d'Île-de-France
- Formation à distance avec deux Diplômes Universitaires en ligne pouvant donner lieu à la validation d'ECTS
- Formation supérieure en présentiel avec deux Diplômes Universitaires en présentiel pouvant donner lieu à la validation d'ECTS
- Formation des professeurs

L'Observatoire de Paris accueille aussi les étudiants du cycle pluridisciplinaire d'études supérieures (CPES) de Paris sciences et lettres pour des travaux pratiques.
L'ensemble des activités d'enseignement de l'observatoire est organisé par l'Unité formation-enseignement (UFE) de l'Observatoire de Paris.

### Diffusion des connaissances vers le grand public
L'Observatoire de Paris dispose d'une direction de la Communication qui a pour mission de diffuser le savoir auprès du grand public. Pour cela différents supports et manifestations sont utilisés :
- expositions itinérantes ;
- visites des trois sites de l'Observatoire et de leurs instruments ;
- parcours Système Solaire sur le site de Meudon (représentation à l'échelle du système solaire) ;
- parrainages de classes ;
- journées portes-ouvertes ;
- observations nocturnes pour le grand public une fois par an ;
- évènements ponctuels selon l'actualité (année mondiale de l'astronomie en 2009, Année Le Verrier en 2011).

### Instruments
L'observatoire de Paris dispose d'un parc de plusieurs instruments historiques. Situés sur les sites de Paris, Meudon et Nançay, les plus anciens instruments sont peu fréquemment utilisés pour des objectifs scientifiques (excepté pour les instruments solaires de Meudon) et servent en priorité à la médiation scientifique et à la formation des étudiants du master. Les instruments dont sont issues les données analysées par les chercheurs sont situés dans des endroits où la pollution lumineuse est moindre et où l'atmosphère est plus stable : observatoire du Pic du Midi, observatoire de Haute-Provence, VLT au Chili, Hawaï, Iles Canaries, etc.
L'ensemble des instruments, historiques notamment, sont recensés sur la base de données Alidade (Accès en Ligne aux Instruments, Documents et Archives De l’astronomiE) par la bibliothèque.

#### Sur le site de Paris

##### Lunette Arago

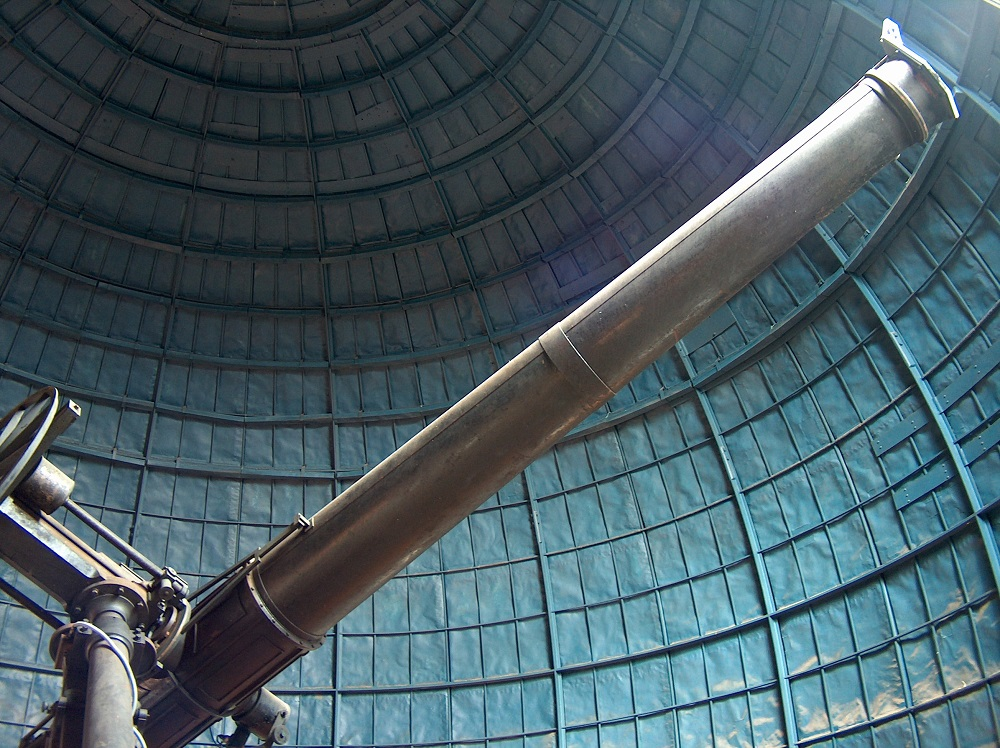
Lunette Arago.

La construction de la coupole principale de l'Observatoire de Paris a débuté en 1846 à l'instigation de François Arago, directeur de l'Observatoire, directement sur le bâtiment Perrault à Paris.
Cette coupole abrite une lunette équatoriale à monture allemande construite par Brünner (originellement en bois) de 38 cm de diamètre et de 9 m de focale. Elle a été fabriquée originellement par Lerebours, puis les frères Henry ont taillé le deuxième objectif en 1881. Cette lunette repose sur une armature métallique ancrée sur la paroi de la tour, elle date de 1850 et a été mise en service en 1854, un an après la mort d'Arago.
À l'époque c'était la plus grande lunette par ses dimensions. Utilisée pour la science pendant plus d'un siècle, elle est de nos jours ponctuellement ouverte au grand public (nuits des Planètes, visites lors des journées « portes ouvertes » à l'Observatoire) et sert parfois pour les travaux pratiques des étudiants.

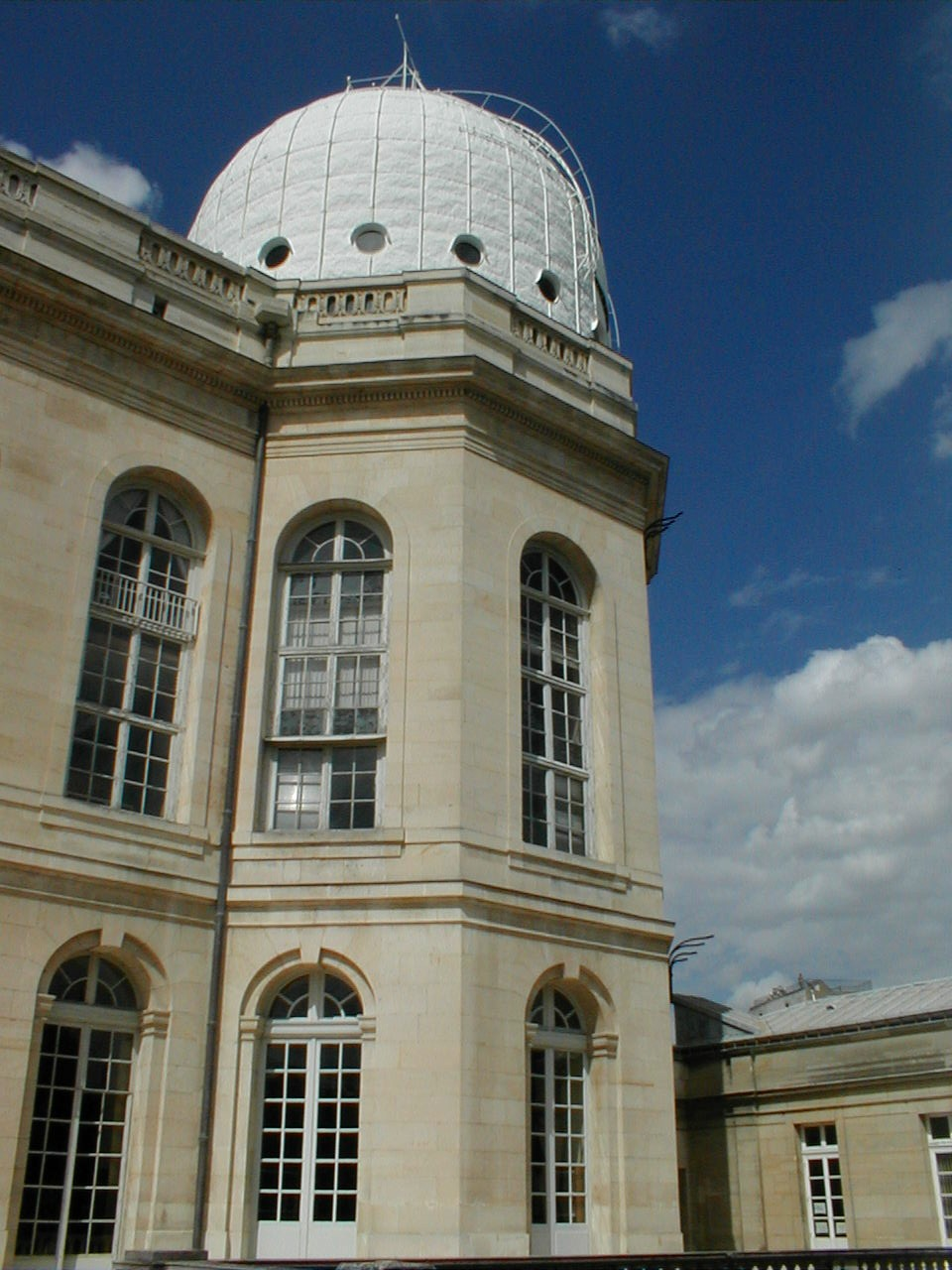
Coupole Arago.
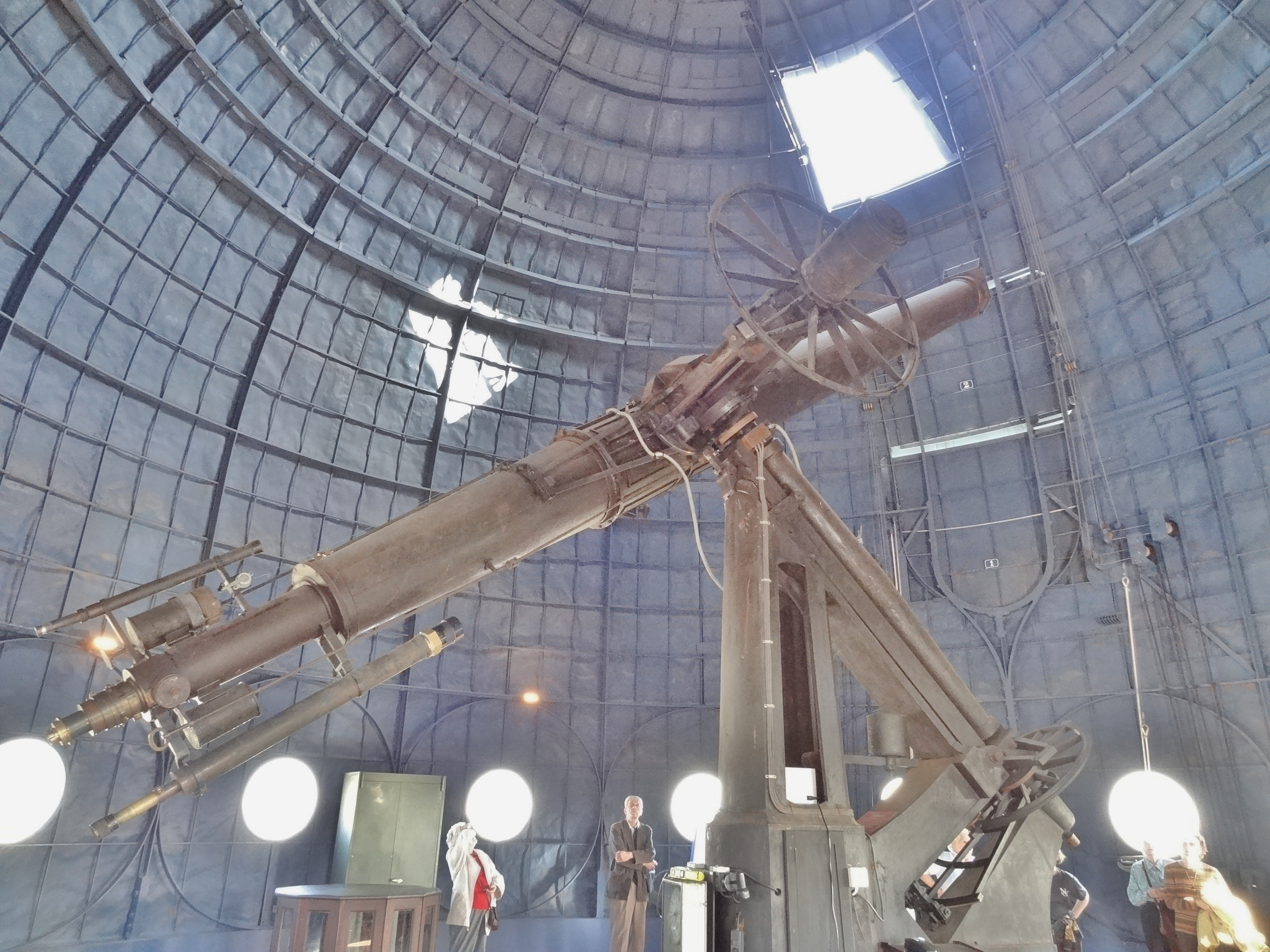
Lunette équatoriale de la Coupole Arago.

##### Coupole de la Carte du Ciel
À la demande de Ernest Mouchez, directeur de l'observatoire, les frères Henry construisent en 1885, les pièces optiques d'un astrographe. L'instrument comporte sur un même tube, une lunette photographique de 33 cm d'ouverture et une lunette d'observation visuelle de 24 cm. La partie mécanique est confiée à Paul Gautier. L'astrographe remplace un ancien équatorial dans l'une des coupoles du jardin. Il sera utilisé à partir de 1887 pour le projet de la Carte du Ciel, initié par Ernest Mouchez, dont l'observatoire est l'un des participants. Trop ambitieux, le projet restera inachevé et sera officiellement abandonné en 1970. L'instrument a été démantelé. Seule subsiste la coupole vide.

##### Coupole Méridienne
Depuis 1834, les instruments méridiens étaient installés au 1er étage d'une extension à l'est du bâtiment principal. Ce bâtiment se révélant peu adapté à l'obtention de mesures de précision, une nouvelle lunette méridienne est construite grâce à la générosité de Raphaël Bischoffsheim et installée sous un abri dans le jardin en 1878. Un nouvel abri, conçu par André Remondet, est construit en 1951 par Jean Prouvé. Les mesures méridiennes ayant été rendues obsolètes par les techniques d'astrométrie par satellite (Hipparcos, Gaia), l'instrument n'est plus utilisé.

##### Grand Coudé
Inventé par Maurice Lœwy, l'instrument à monture équatoriale comportait deux miroirs plans entre l'objectif de diamètre 0,6 m et l'oculaire. Par cette disposition, l'oculaire demeurait en un point fixe, ce qui facilitait le travail de l'observateur, qui pouvait également manœuvrer l'instrument depuis la salle d'observation. Il comprenait deux objectifs interchangeables : l'un pour l'observation visuelle et l'autre pour la photographie. L'optique a été réalisée par les frères Henry et le mécanisme par Paul Gautier. Il a été mis en service en 1891 et a fonctionné jusqu'en 1939. Il a notamment permis d'obtenir les dix mille photographies de l’Atlas photographique de la Lune. Démonté pour mise en sécurité lors de la Seconde Guerre mondiale, il n'a pas été remis en service et le bâtiment est resté à l'abandon.

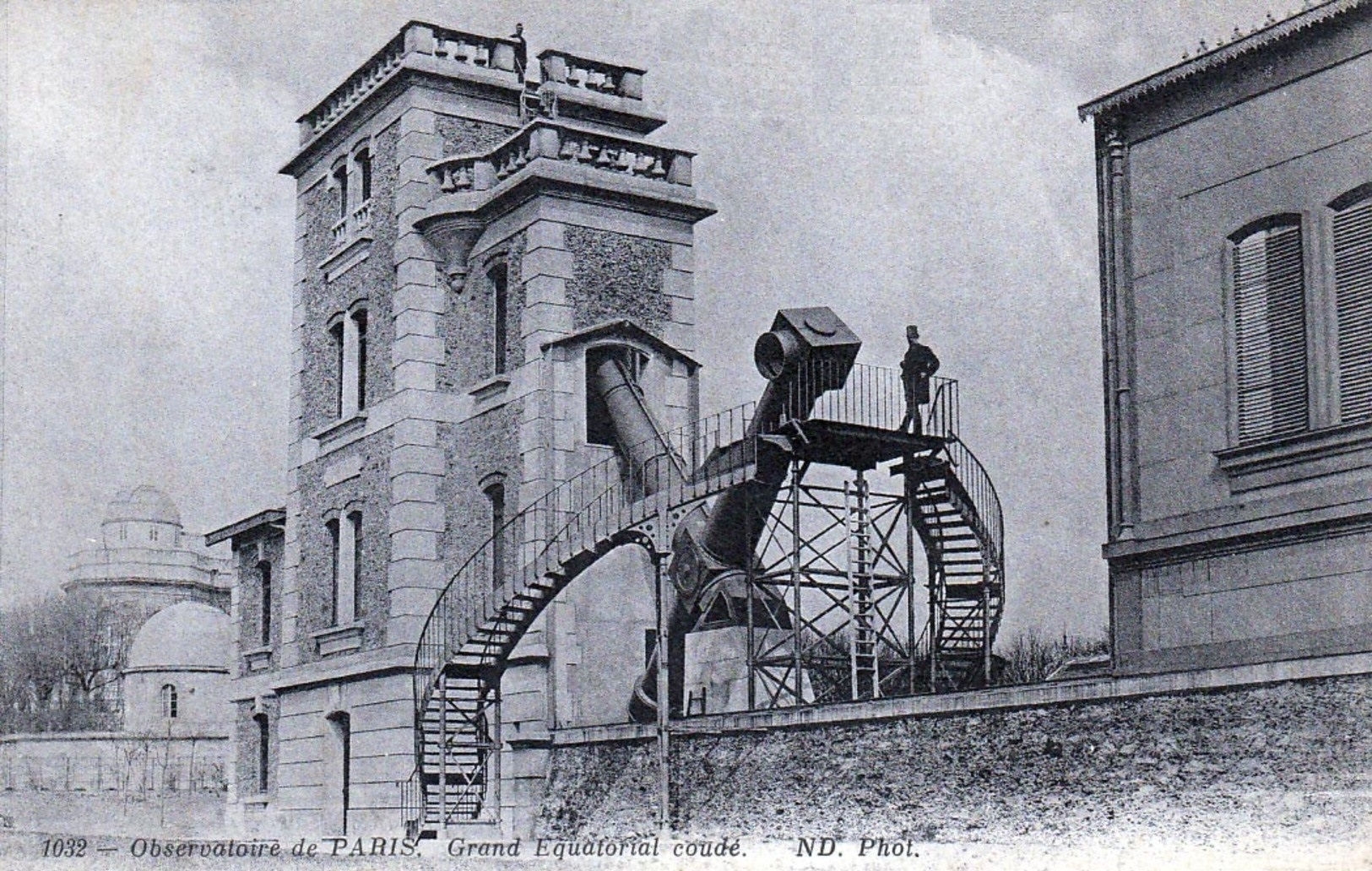
Le grand équatorial coudé au début du XXe siècle.

##### Galerie site de Paris

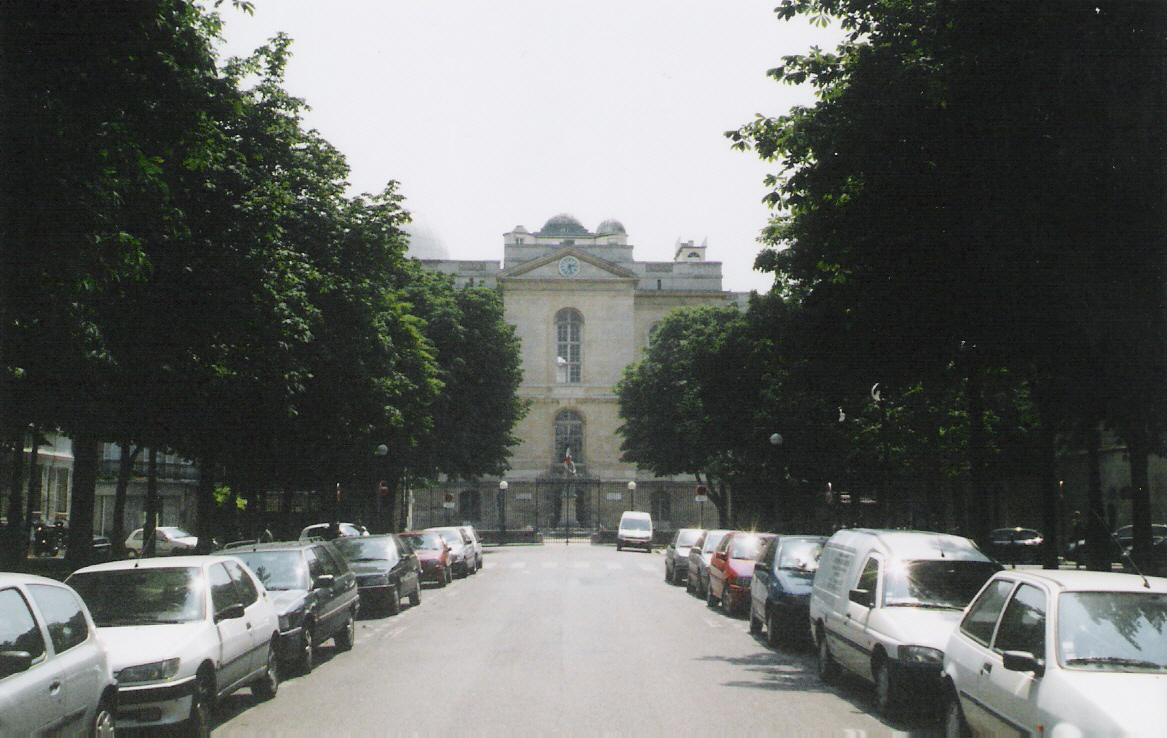
L'avenue de l'Observatoire. Le méridien de Paris passe par l'axe de cette avenue.
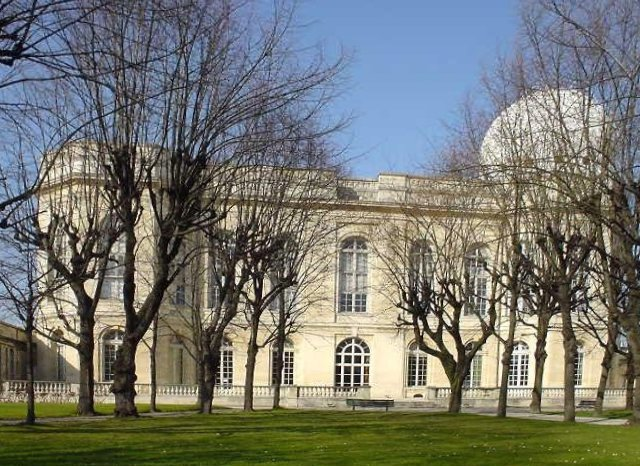
Terrasse Sud.
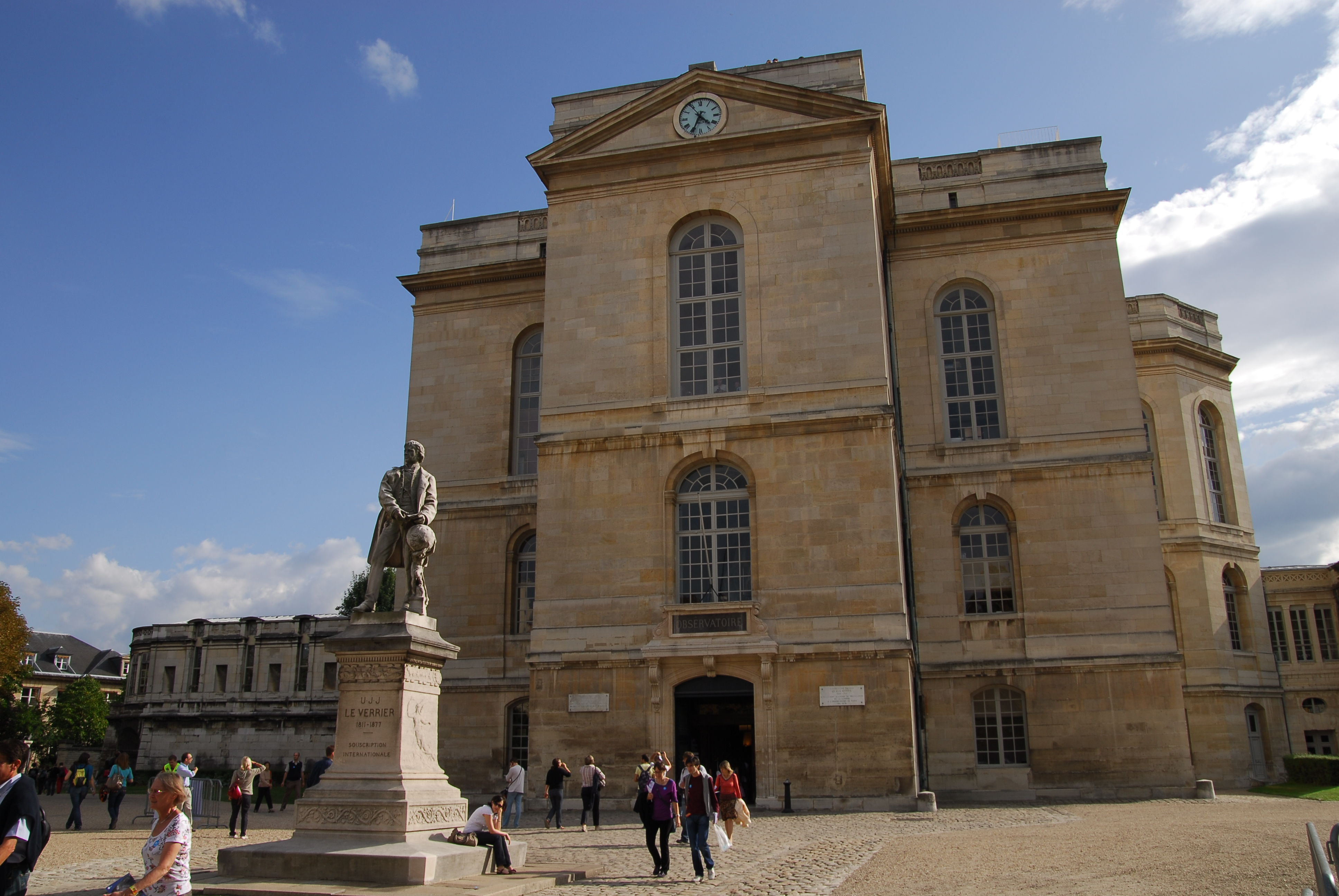
Vue générale par le Nord de l'Observatoire de Paris.
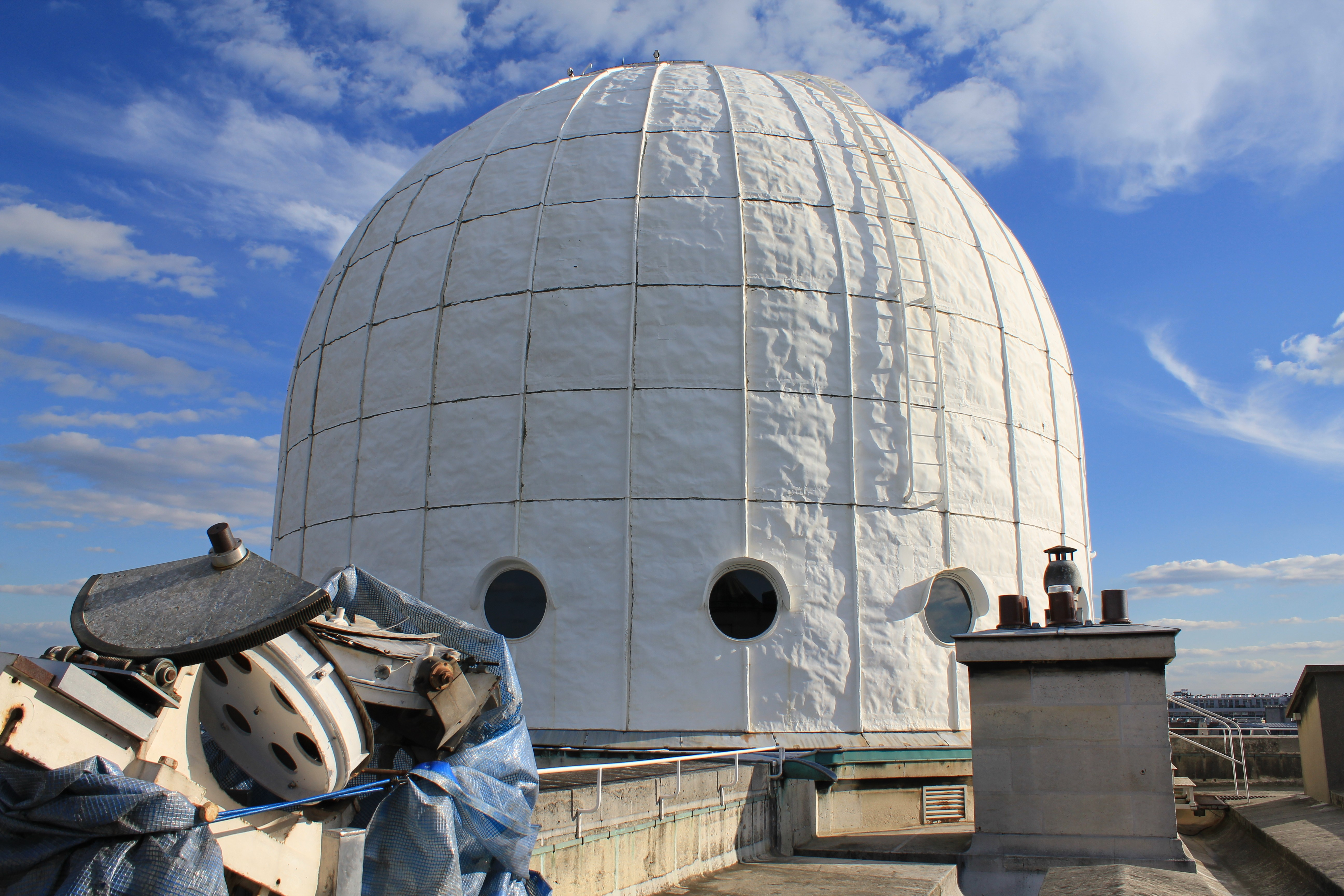
La Coupole Arago vue de la terrasse.
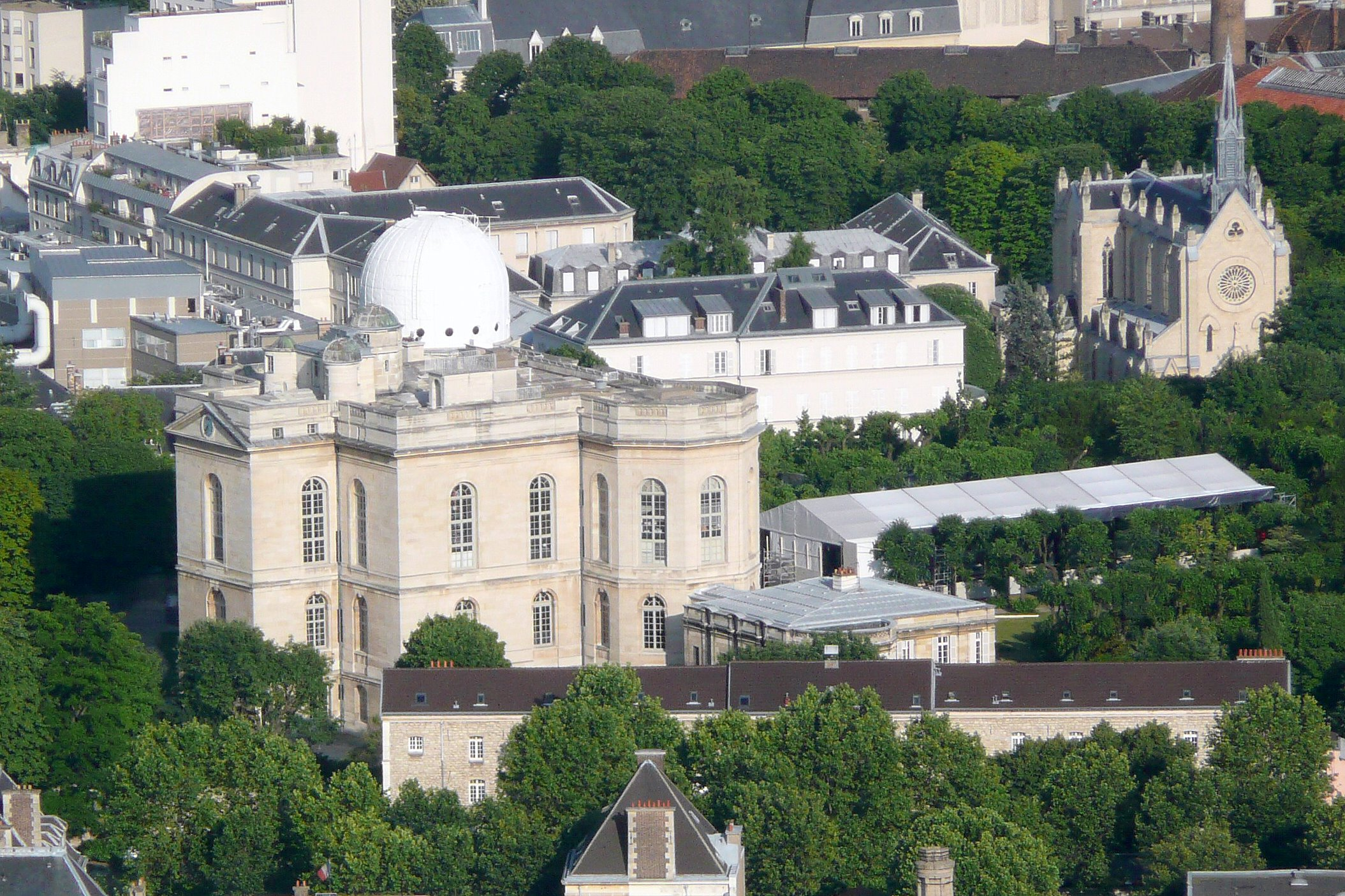
L'Observatoire vu du sommet de la tour Montparnasse.
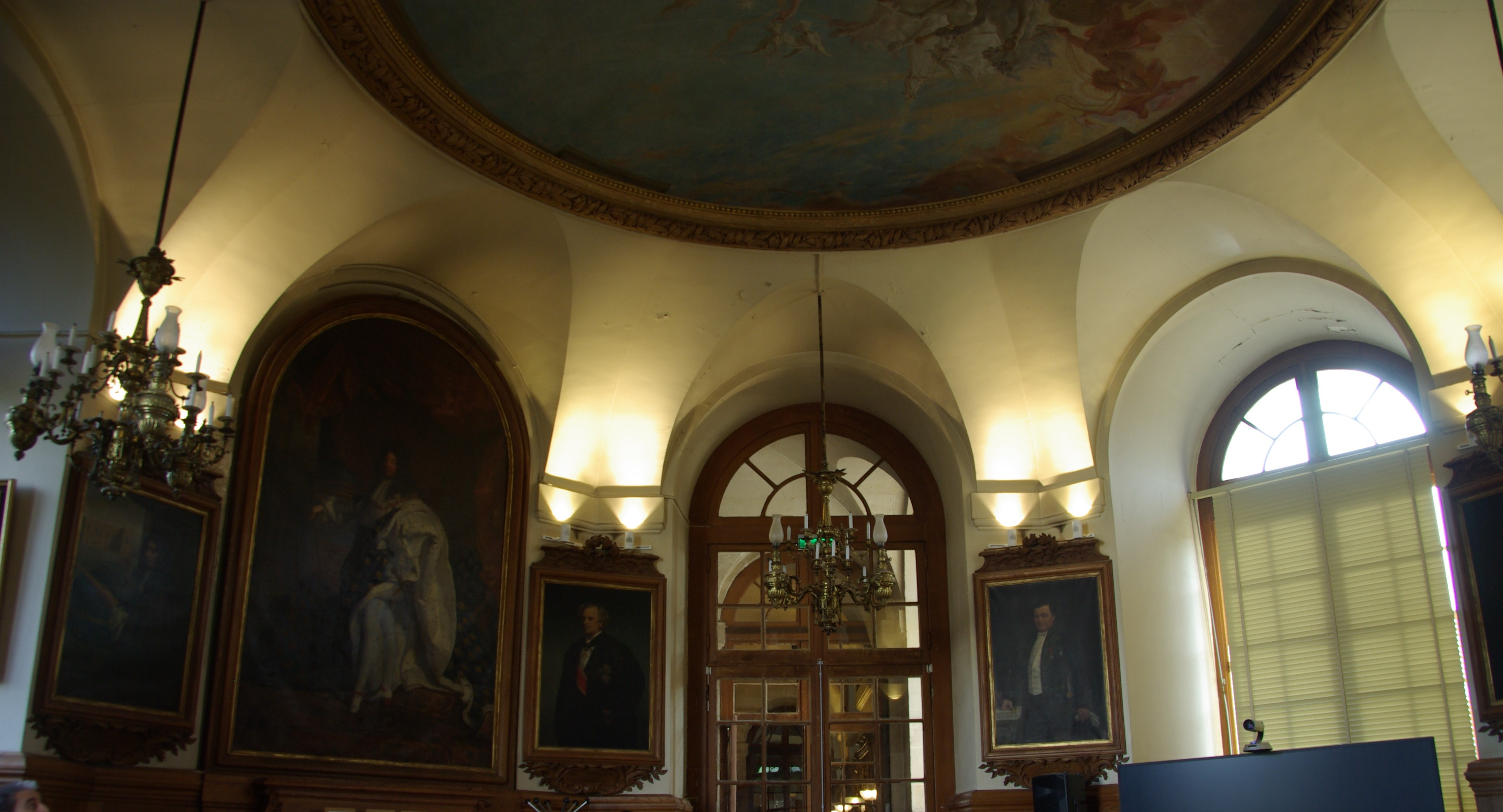
Salle du Conseil.
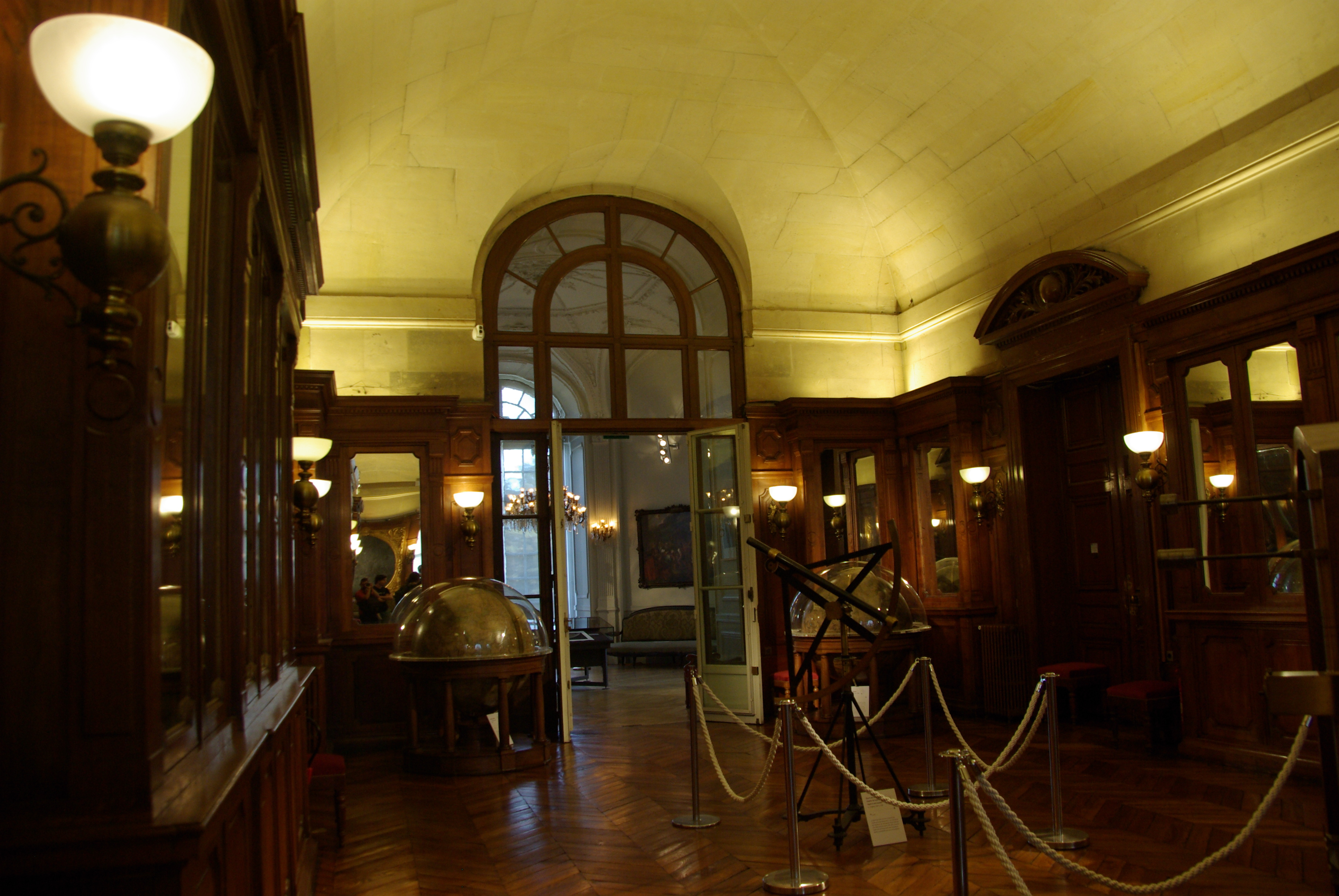
Grande Galerie.
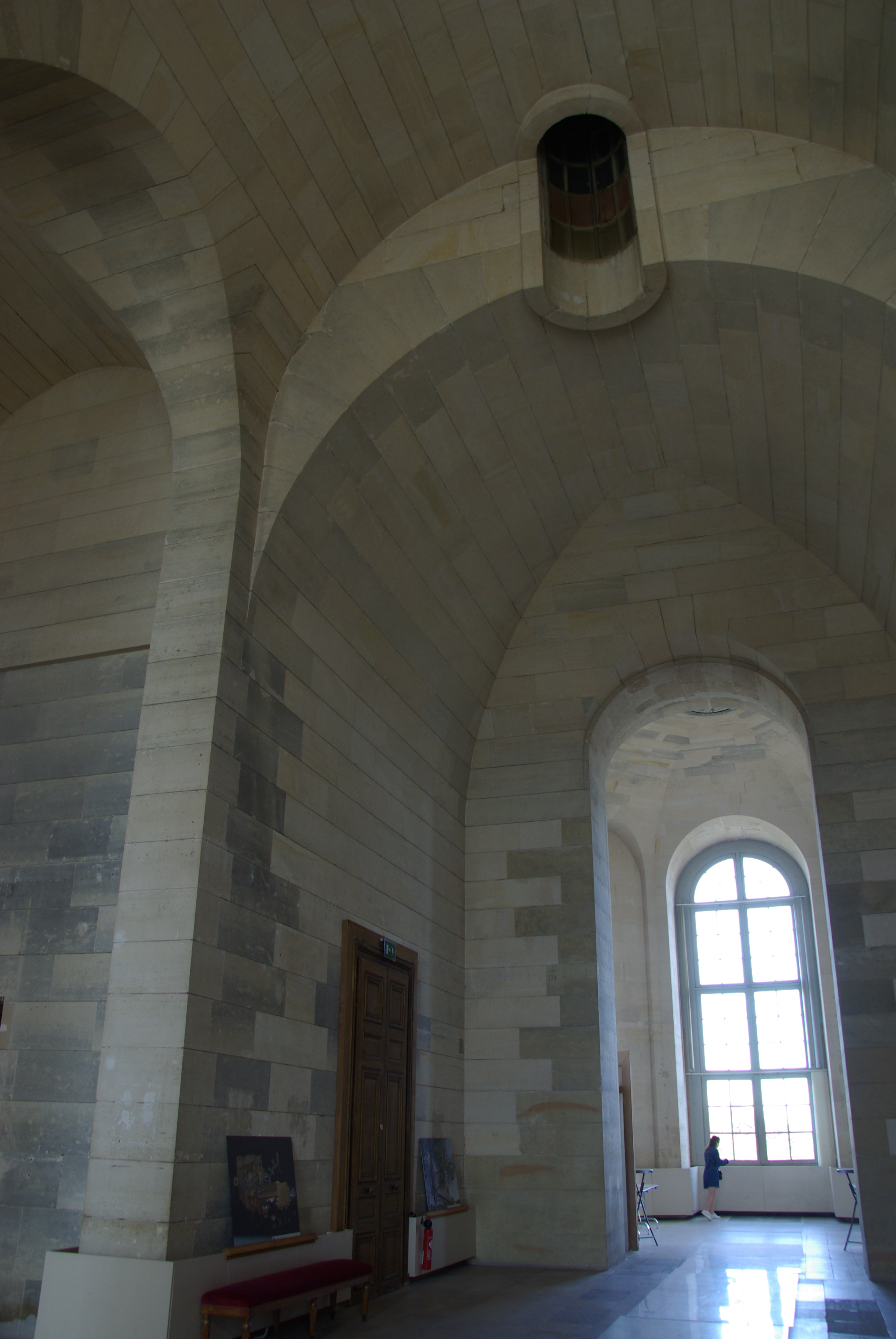
Salle monumentale, dite Cassini.
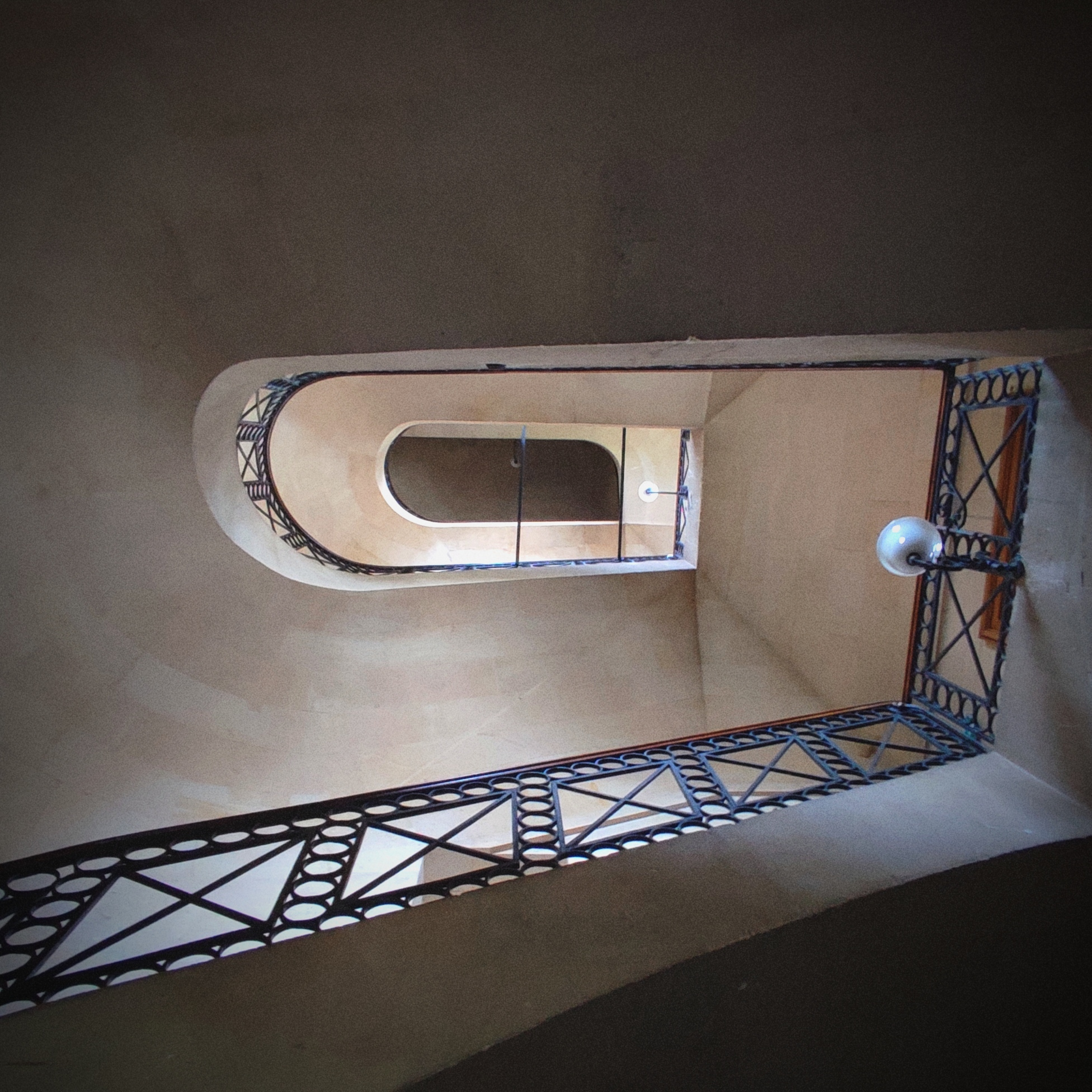
Escalier.

#### Sur le site de Meudon
Situé à 160 mètres d'altitude.

##### Grande Lunette de Meudon
À l'écart de la capitale, sur une colline boisée, le Château Neuf de Meudon fut construit en 1705 pour le Grand Dauphin (fils de Louis XIV). Il fut incendié en 1871 après la fin de la guerre contre les Prussiens. Jules Janssen qui disposait déjà d'installations astronomiques sur le site demanda que les ruines du château lui soient affectées, ce qui fut chose faite en 1879. Il entreprit alors la construction d'une grande lunette devant révolutionner les observations astronomiques en France.
La construction de la Grande Coupole commence en 1889 par les Établissements Cail. Parallèlement, la Grande Lunette commence à être assemblée sous l’échafaudage de la coupole et est opérationnelle dès 1893. Des essais commencent sous une coupole immobile. En 1896, la Grande Coupole est terminée et la Grande Lunette est réceptionnée par l'astronome J. Perrotin de l'Observatoire de Nice que Janssen a fait venir pour réaliser les observations de qualification de l'instrument.
Depuis sa réalisation, la Grande Lunette de Meudon est la 3e lunette astronomique au monde en termes de diamètre (derrière celles des observatoires de Yerkes et Lick et devant celle de l'observatoire de Nice). C'est également la 1re d'Europe. Elle est constituée de deux objectifs côte à côte : un objectif visuel de 83 cm de diamètre (correction chromatique optimisée pour le jaune, focale de 16,34 mètres) et un objectif photographique de 62 cm (correction chromatique optimisée pour le bleu, focale de 15,90 mètres). Elle repose sur une monture équatoriale, réplique de celle de la lunette de 76 cm de diamètre de Nice.
La Grande Coupole est une demi-sphère d'un diamètre de 18,30 mètres et d'une masse d'environ 100 tonnes. Dès 1919, Deslandres constate des fuites dans la coupole originellement en acier. Entre 1922 et 1924, il est décidé de revêtir la coupole de plaques de cuivre, moins sujettes à l'oxydation. De 1956 à 1964, Paul Muller, à l'instigation d'André Danjon alors directeur de l'Observatoire de Meudon, réaménage complètement l'intérieur de la coupole en la dotant d'un grand plancher mobile qui couvre toute sa surface (à la place de la plateforme mobile originale). L'ensemble du système électrique archaïque est également revu.
En 1999, la coupole fut abimée sérieusement par la grande tempête de décembre alors qu'elle avait cessé de tourner depuis 1990. En 2005, il fut décidé de la restaurer. Depuis 2010, le dôme arbore une couleur chocolat qui laissera place à l'habituelle couleur verte d'ici une vingtaine d'années. En 2011, les trappes d'observation ont été remises en place à l'aide d'une grande grue.
Quand sa restauration sera complétée, l'instrument qui a régné sur un siècle d'astronomie sera alors destiné au public et à l'enseignement. Jusqu'à la fin des travaux, la Grande Lunette et la Grande Coupole restent inaccessibles.
À l'actif de l'instrument, nous pouvons signaler : les premières observations spectroscopiques, des révélations sur les planètes et en particulier la fin du mythe des canaux martiens grâce à Antoniadi, des études sur la polarisation de la lumière, des études de novae et des études sur les étoiles doubles.

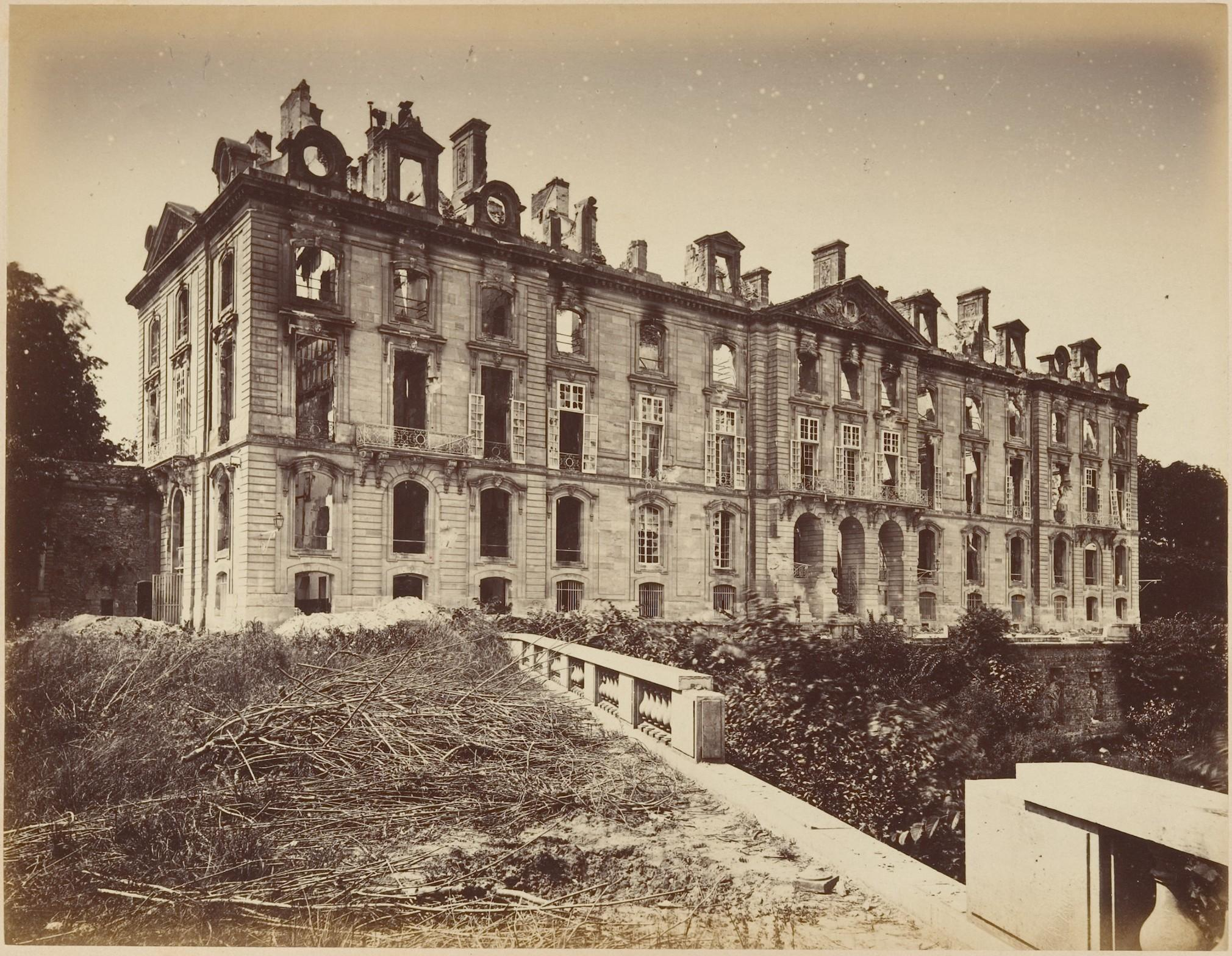
Château de Meudon en 1871.
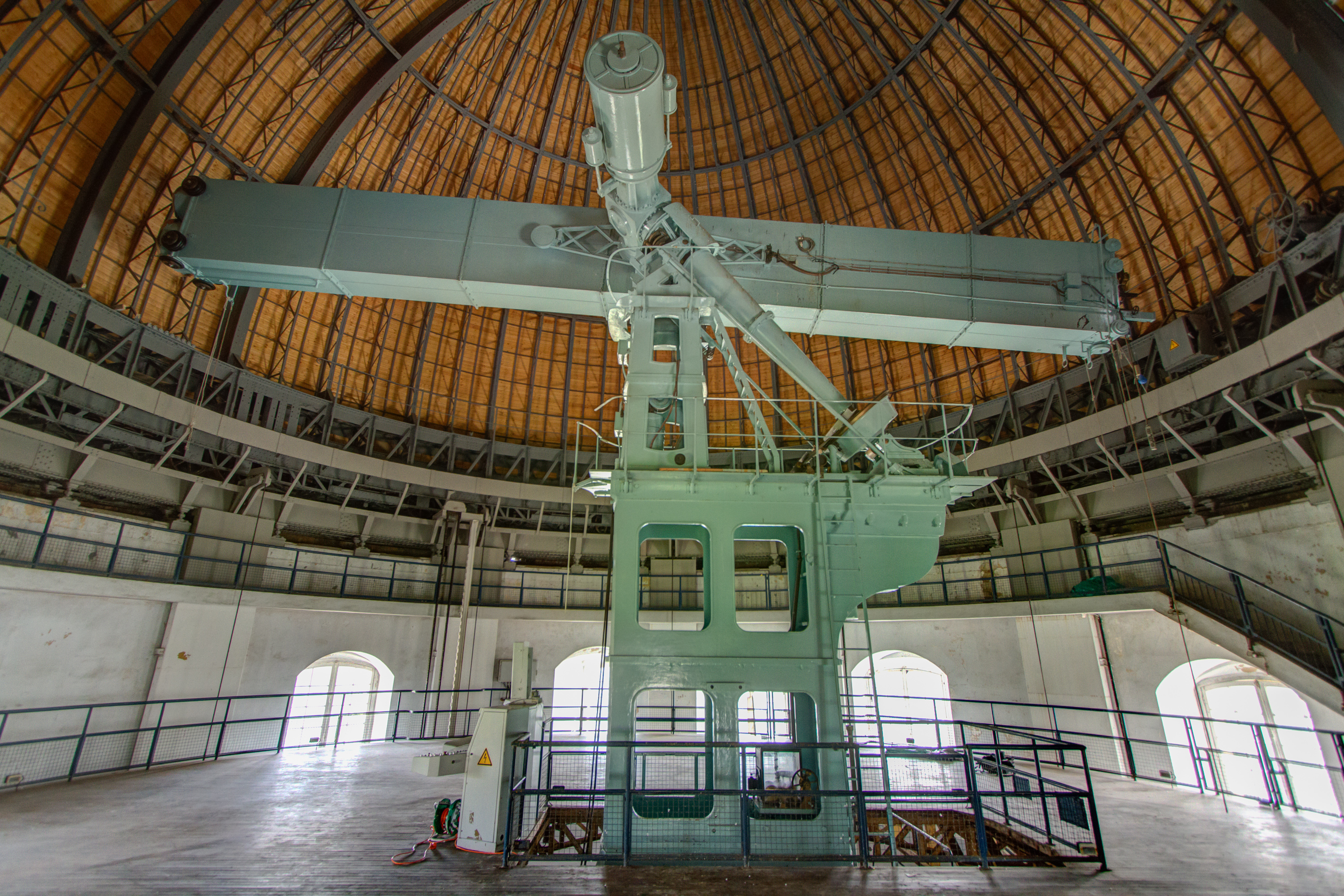
Grande Lunette de Meudon.
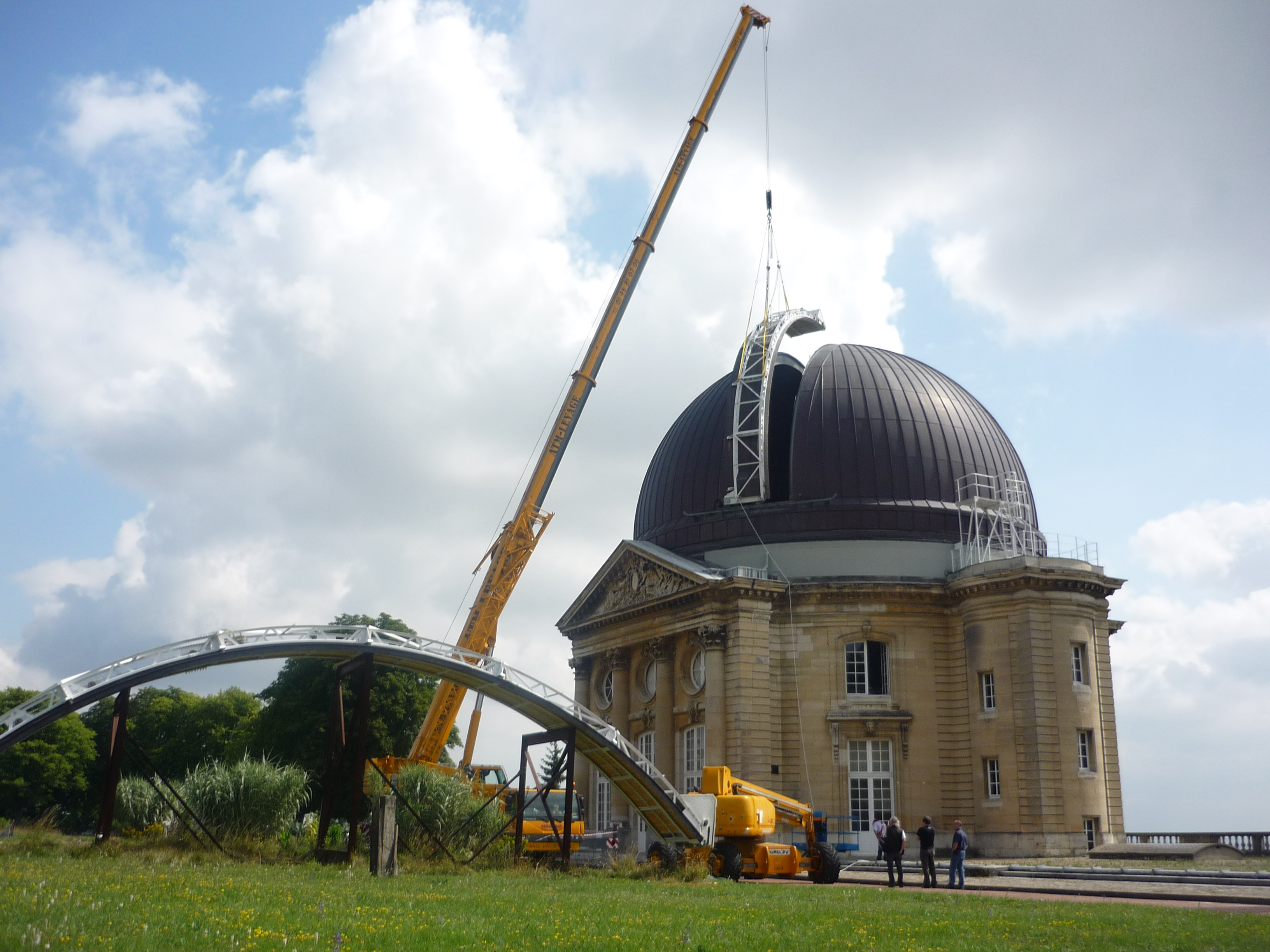
Montage des trappes de la Grande Coupole de Meudon.

##### Télescope de1m

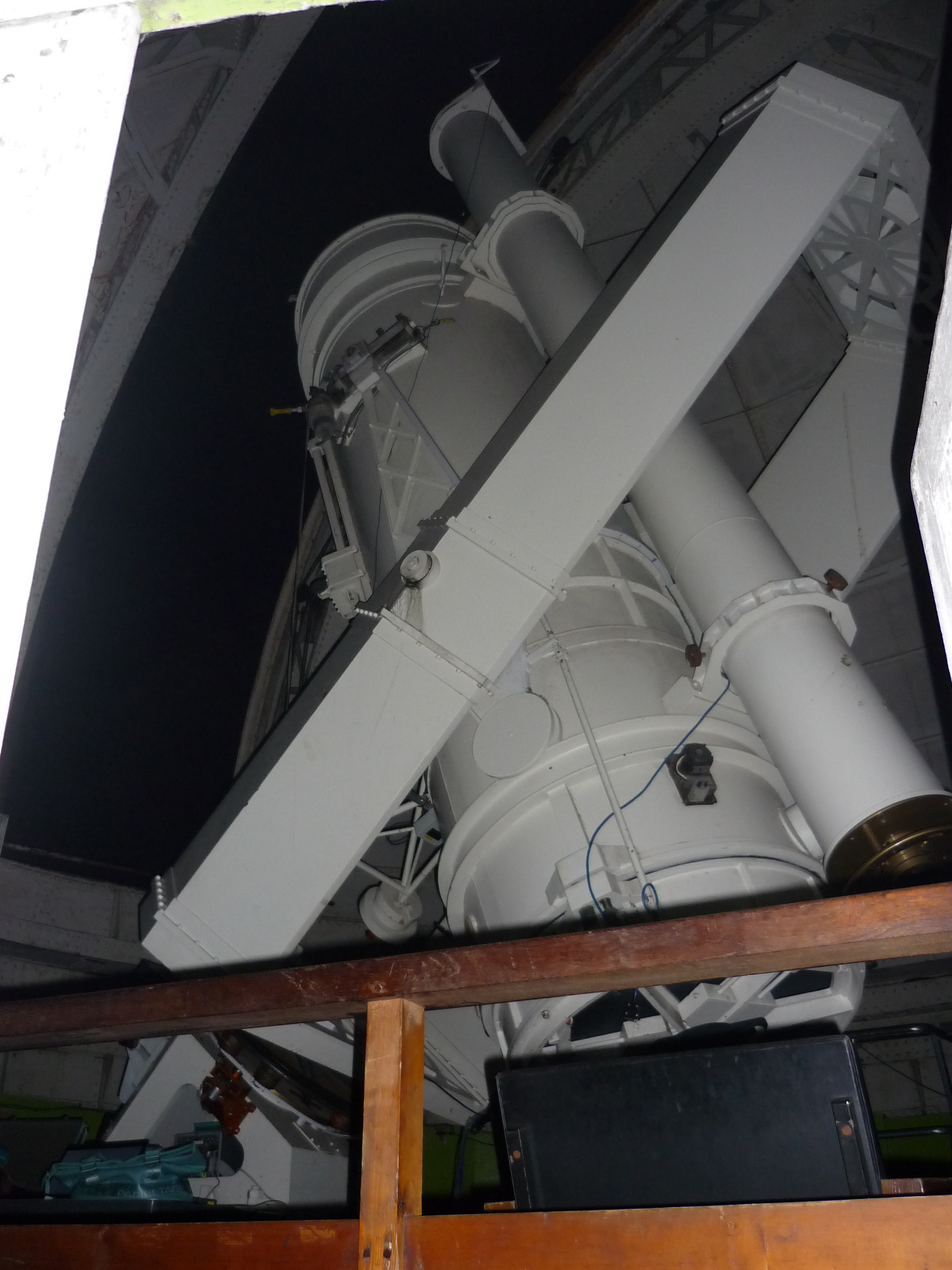
Télescope de 1 m de diamètre de l'Observatoire de Meudon.

Le télescope de 1 m de diamètre et sa coupole émergèrent en face de la Grande Coupole de Meudon en 1891. Il observe dans le domaine visible. Initialement, ce télescope était en configuration dite de « Newton » et était donc très lumineux grâce à sa courte focale (3 mètres). Vers 1969, il fut toutefois transformé en configuration Cassegrain et donc doté d'une focale beaucoup plus grande (22 mètres). C'est la configuration qui est actuellement utilisée. Si, à l'origine, il était plutôt destiné à l'étude d'objets du ciel profond, sa nouvelle configuration l'a principalement destiné à l'étude des planètes.
Il est supporté par une monture équatoriale en berceau (et ne peut donc pas pointer le Nord). Son miroir primaire de 1 mètre diamètre pèse environ 250 kg et l'ensemble des parties mobiles du télescope pèse environ 5 tonnes. Si la monture est motorisée pour compenser le mouvement de rotation de la Terre, elle n'est pas automatique : le pointage du télescope s'effectue entièrement « à la main », c'est-à-dire soit en visant une cible lumineuse à l'œil, soit en effectuant un pointage aux coordonnées à l'aide des axes gradués.
Le télescope est surmonté par une lunette-guide de 30 cm de diamètre pour environ 9 mètres de focale. Elle n'est actuellement plus utilisée.
De nos jours, la pollution lumineuse due à l'agglomération parisienne rend difficiles les observations astronomiques scientifiques à Meudon. Toutefois, ce télescope est encore parfois utilisé par l'IMCCE et le LESIA pour observer des occultations d'étoiles par des astéroïdes ou Pluton. L'utilisateur principal du télescope de 1 m reste toutefois l'Unité Formation-Enseignement de l'Observatoire dont les Masters comportent des TP qui s'effectuent en partie auprès de ce télescope.
Il est possible de voir ce télescope lors des visites de l'Observatoire et d'observer avec lors des journées annuelles d'observations grand public.

##### Table équatoriale

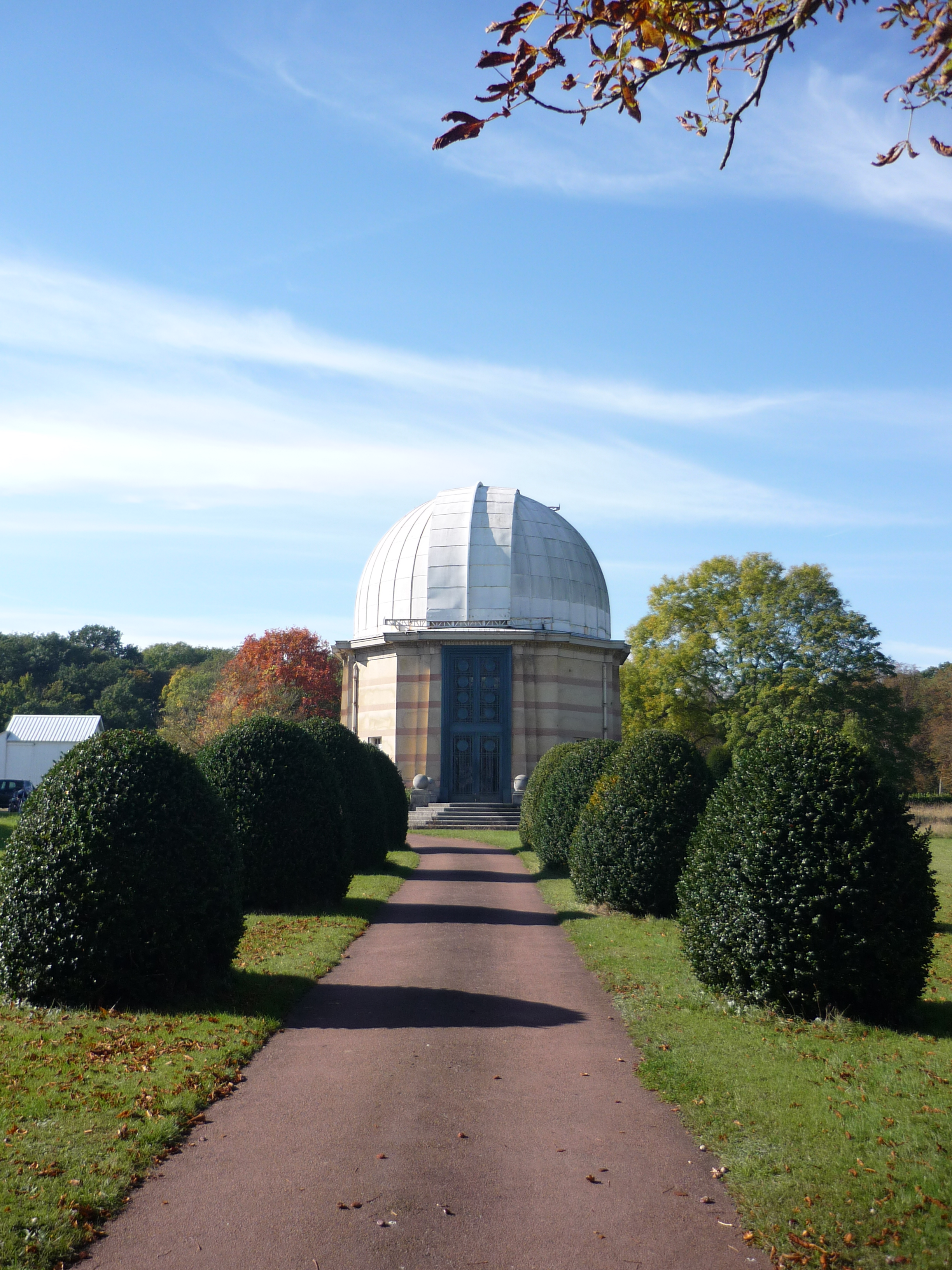
Coupole de la Table équatoriale de l'Observatoire de Meudon.

La coupole de la Table équatoriale est la plus récente des quatre coupoles de l'Observatoire de Meudon. L'installation, dont les travaux ont débuté en 1927, entre en service en 1932. La « Table » est un grand plateau circulaire de 2,3 mètres de diamètre pouvant supporter plusieurs instruments astronomiques. Elle est supportée par un gros pilier orienté parallèlement à l'axe de rotation terrestre et dont les fondations descendent jusqu'à 6 mètres de profondeur pour en assurer la stabilité. La coupole mesure 11 mètres de diamètre, elle coiffe un élégant bâtiment de pierres en couches alternativement crème et roses. L'accès à la coupole s'effectue par deux grandes portes en bronze ornées de motifs aux comètes.
La coupole est équipée d'un plancher mobile qui couvre toute sa surface, supporté par quatre vis sans fin actionnées par un moteur électrique. Ce plancher d'une amplitude de mouvement vertical d'un peu plus d'un mètre permet d'avoir l’œil en permanence à portée de l’oculaire d'un instrument placé sur la Table.
Au cours de sa carrière, la Table équatoriale de Meudon a été équipée de nombreux instruments. En 1932, elle supporte une lunette guide de 20 cm de diamètre, deux chambres avec objectif et une chambre prismatique, le tout étant essentiellement destiné à l'étude des comètes. Nous pouvons également citer le coronographe de Lyot de 20 cm, temporairement installé sur la Table avant son transfert à l'Observatoire du Pic du Midi. En 1960, l'étude des comètes laisse la place à celle des supernovae et la Table équatoriale est dépouillée de ses instruments remplacés par un télescope de Schmidt de 62 cm de diamètre pour 1 mètre de focale et par un télescope Cassegrain de 4 mètres de focale pour un diamètre de 25 cm.
Si la monture est motorisée pour compenser le mouvement de rotation de la Terre, elle n'est pas automatique : le pointage du télescope s'effectue entièrement « à la main », c'est-à-dire soit en visant une cible lumineuse à l'œil, soit en effectuant un pointage aux coordonnées à l'aide des axes gradués.
Aujourd'hui, la Table équatoriale est équipée d'un télescope Cassegrain de 60 cm de diamètre et de 9 m de focale. Cette installation sert essentiellement à l'unité formation-enseignement de l'Observatoire dont les Masters comportent des TP qui s'effectuent en partie auprès de ce télescope.
Il est possible de voir ce télescope lors des visites de l'Observatoire et d'observer avec lors des journées annuelles d'observations grand public.

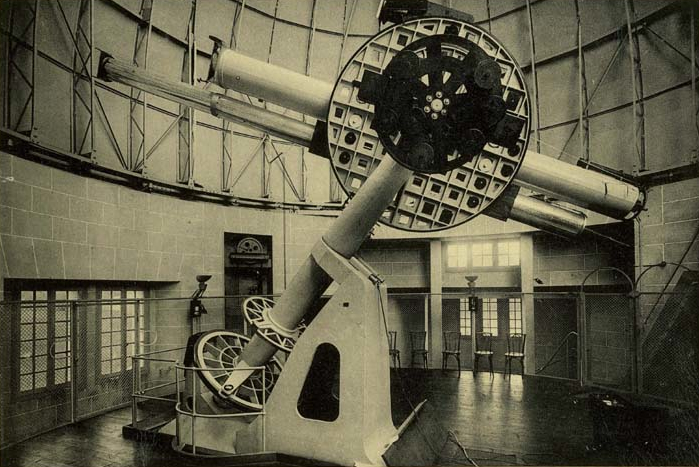
Configuration de la Table équatoriale en 1932 avec la lunette de 32 cm et le coronographe de Lyot.
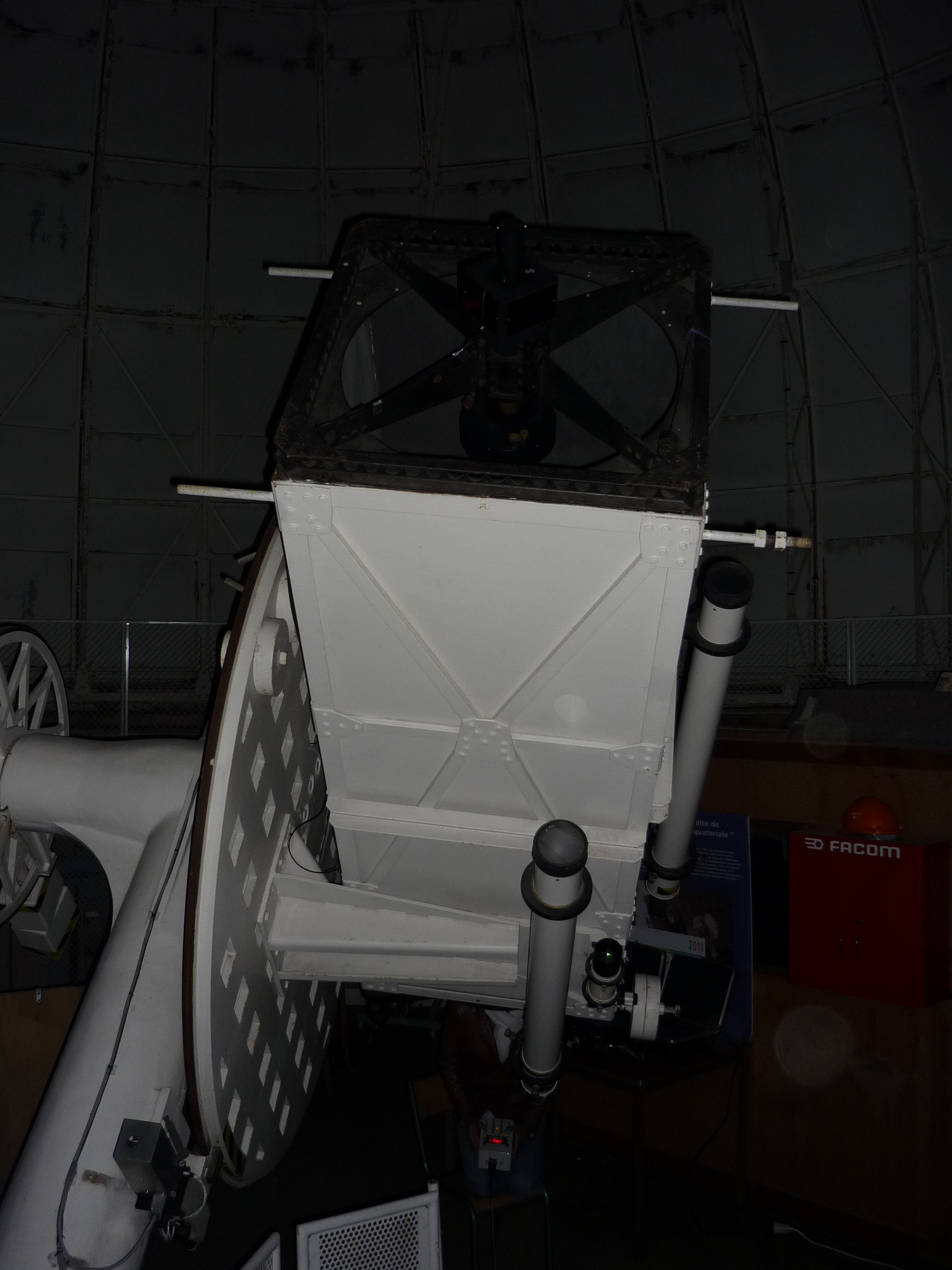
Télescope de 60 cm de diamètre actuellement monté sur la Table équatoriale.

##### Télescope Infrarouge de32cm

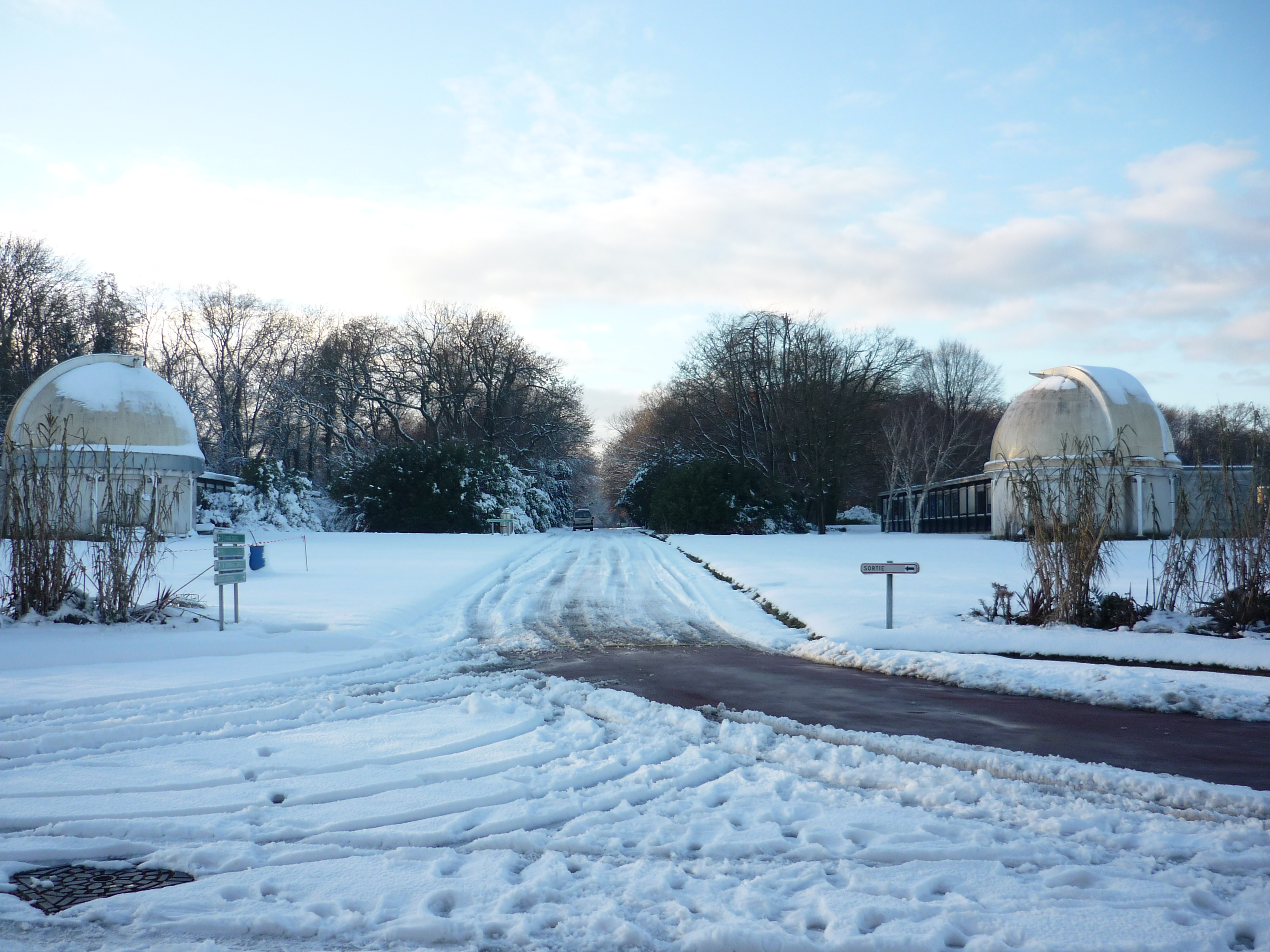
À gauche : coupole du télescope de 1 m de diamètre. À droite : coupole du télescope de 32 cm de diamètre.

La coupole jumelle de celle du télescope de 1 m de diamètre abrite actuellement un télescope de 32 cm de diamètre qui opère dans le domaine infrarouge. Au lieu d'un oculaire, on utilise donc un détecteur infrarouge refroidi à l'aide d'un cryostat alimenté à l'azote liquide. Ceci permet d'observer en particulier les nuages de gaz et de poussières qui foisonnent dans la Galaxie.
Ce télescope a précédemment été embarqué sur un avion Caravelle pour réaliser des observations en infrarouge en altitude et s'affranchir ainsi de l'épaisseur de l'atmosphère et de ses larges bandes d'absorption dans ce domaine de longueurs d'onde.
Le télescope est monté sur une monture en berceau similaire à celle du télescope de 1 m. Comme pour ce dernier, la monture est motorisée pour compenser le mouvement de rotation de la Terre mais elle n'est pas automatique : le pointage du télescope s'effectue entièrement « à la main », c'est-à-dire soit en visant une cible lumineuse à l'œil à l'aide d'un télescope guide Celestron C8 classique, soit en effectuant un pointage aux coordonnées à l'aide des axes gradués.
Ce télescope est exclusivement utilisé par l'unité formation-enseignement de l'Observatoire dont les masters comportent des TP qui s'effectuent en partie auprès de ce télescope. Ce télescope ne se visite pas.

##### Grand sidérostat

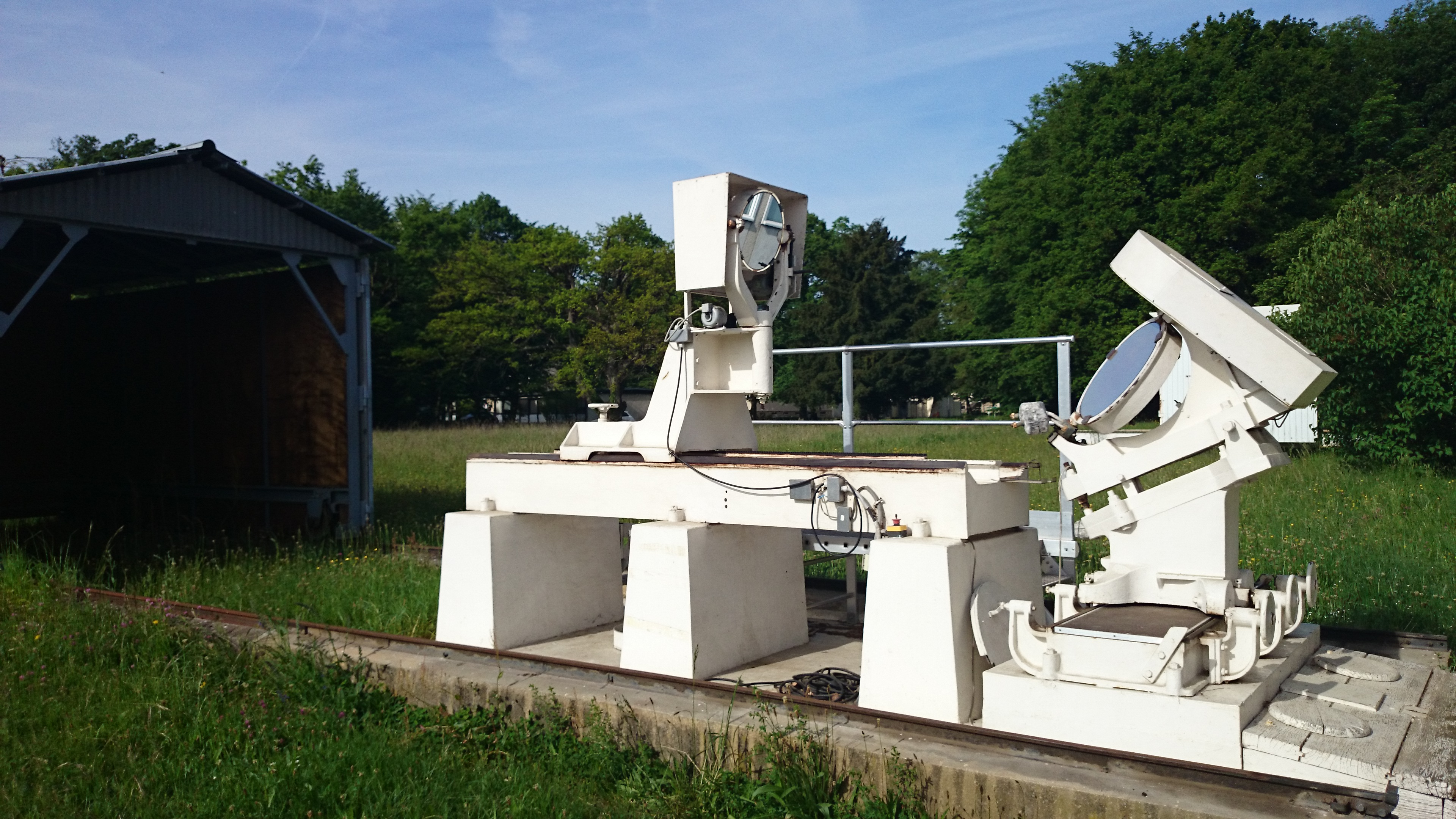
Cœlostat du spectrohéliographe de Meudon.

Le bâtiment du Grand sidérostat abrite un spectrohéliographe destiné à l'imagerie spectroscopique du Soleil. Entrée en service en 1909 sous l'impulsion d'Henri Deslandres, directeur du site, il délivre dès que la météo le permet des images monochromatiques de notre étoile dans trois longueurs d'onde : la raie H alpha de l'hydrogène, et les raies K3 et K1v du calcium. Depuis sa création, il a étudié neuf cycles solaire et a été entièrement rénové en 1989.
L'instrument étant fixe à l'intérieur du bâtiment, la lumière du Soleil parvient au spectrohéliographe via un cœlostat à deux miroirs se trouvant dans la cabane sud. Les deux miroirs plans mobiles renvoient le faisceau du soleil dans le bâtiment à travers une fente de 25 cm. Son nom vient de la présence dans la cabane nord d'un sidérostat de Foucault d'1 m de diamètre, un des plus grands réalisé. Ce système a la même vocation que le cœlostat, mais ne dispose que d'un unique miroir et donc d'une mécanique plus complexe. Actuellement non utilisé, le sidérostat renvoie la lumière dans une petite salle, entre la cabane nord et le spectrohéliographe, qui peut accueillir un instrument.
Une petite cabane sur rail installée sur le toit du bâtiment protège l'héliographe de Meudon. C'est en réalité une monture solaire disposant de plusieurs lunettes apochromatique de 80 mm et 100 mm. Ces objectifs prennent dans différentes longueurs d'onde une image du disque à intervalle de 20 s. Combinées chaque soir, on obtient un film permettant l'étude dynamique des éruptions et filaments solaires.

##### Tour Solaire

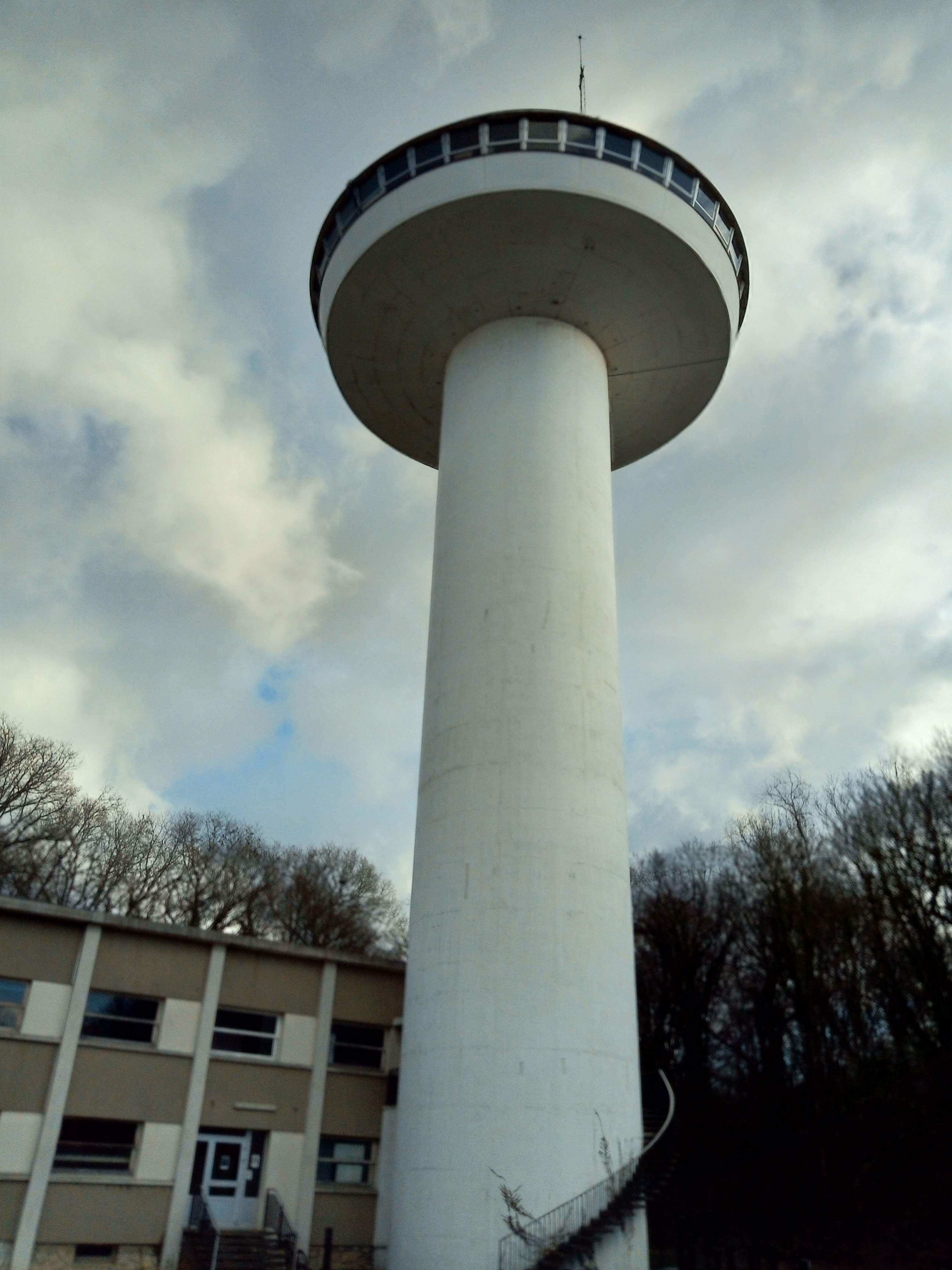
La Tour solaire de Meudon.

La tour solaire de Meudon est un télescope spécialisé constitué d'une tour de béton d'une hauteur de 36,47 mètres sur le site de Meudon de l'Observatoire de Paris. Elle est équipée d'un spectrographe pour examiner le Soleil.
La tour solaire de Meudon a été construite entre 1964 et 1967.

##### SST-GATE

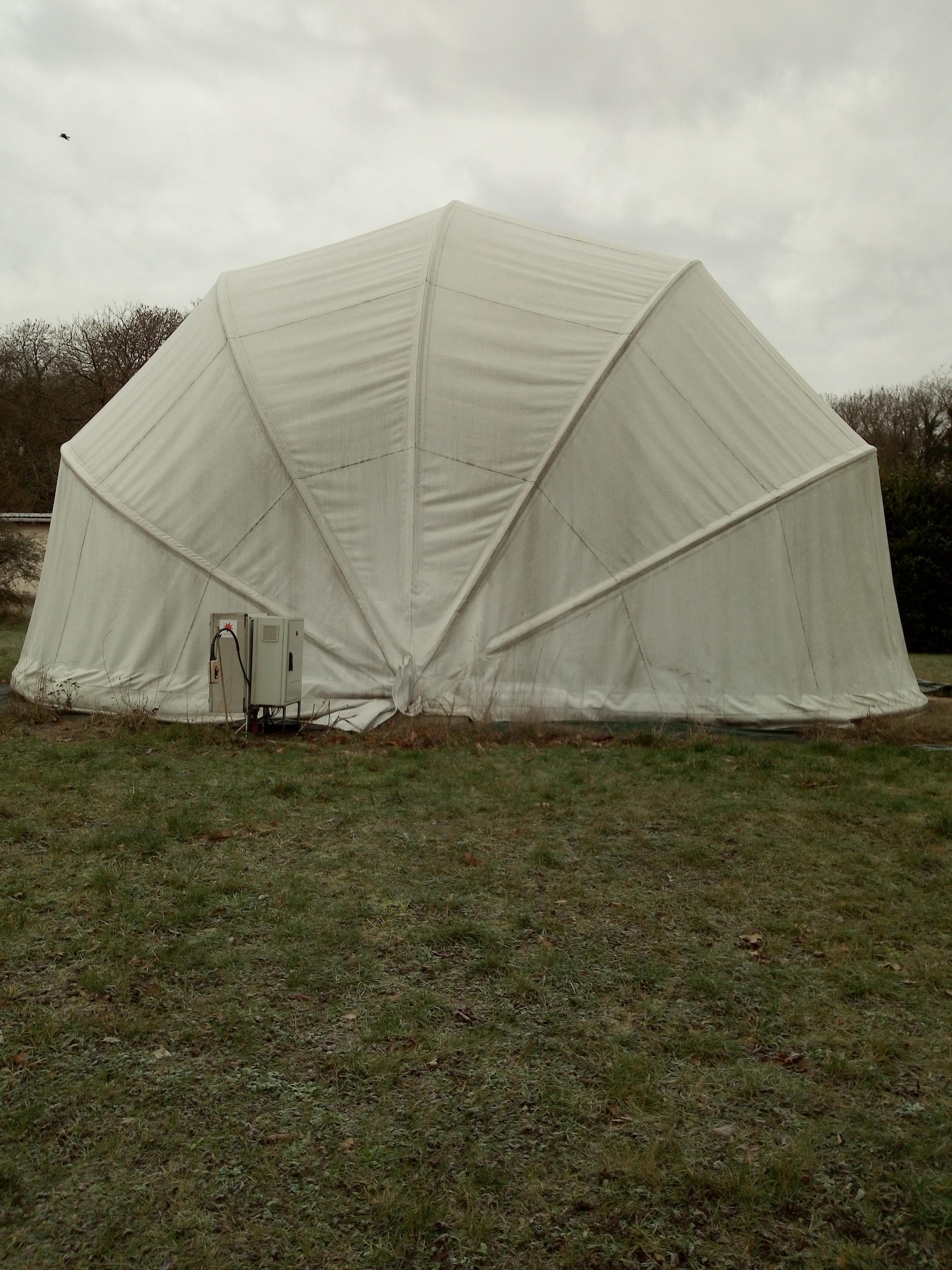
Le télescope SST-GATE de Meudon caché sous une bâche blanche.

Un prototype de télescope de type Schwarzschild-Couder de 4 mètres de diamètre, jamais construit auparavant, est en cours de réalisation sur le site de Meudon. 

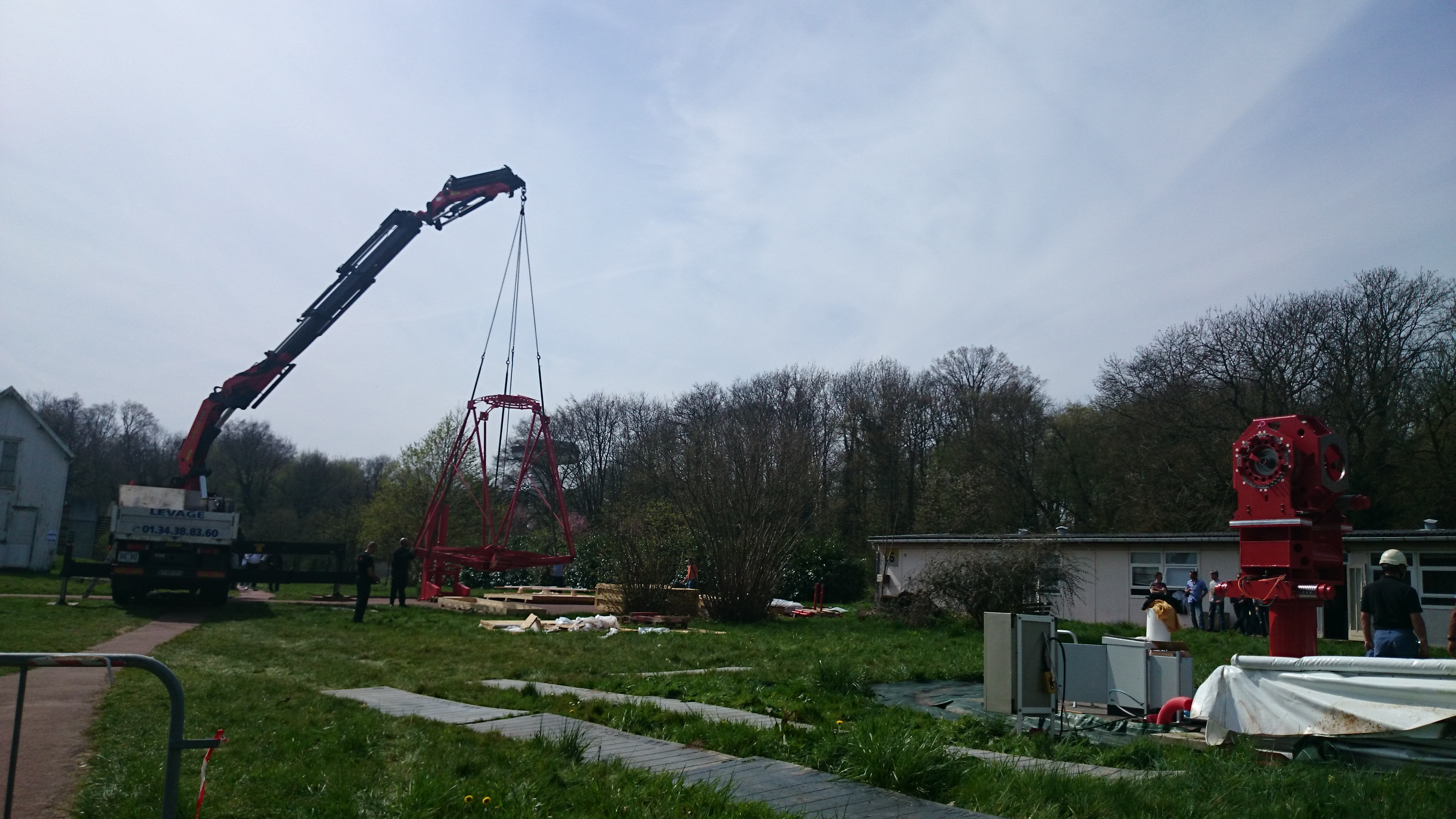
Monture du télescope en cours d'installation, avril 2015.

 Il a pour but d'observer le rayonnement Cherenkov émis par les particules de haute énergie pénétrant dans l'atmosphère terrestre.
SST-GATE est un démonstrateur technologique qui préfigure la réalisation de l'observatoire CTA, un projet international visant la construction de 2 observatoires Cherenkov (un dans chaque hémisphère) totalisant une centaine de télescopes comme SST-GATE. Il s'inscrit dans le projet d’une plate-forme d’équipements de l’astronomie Cherenkov en Île-de-France.

## Bibliothèque
La Bibliothèque de l'Observatoire de Paris a été fondée par le règlement du 26 février 1785 qui réformait l'Observatoire de Paris juste avant la Révolution française.
Elle conserve aujourd'hui d'importantes collections documentaires et patrimoniales (archives et manuscrits, instruments, peintures, sculptures, photographies, documents iconographiques, etc.).
Dotée du statut de centre d'acquisition et de diffusion de l'information scientifique et technique (CADIST) en astronomie-astrophysique, puis obtenant le label « collections d'excellence » dans le cadre du dispositif national CollEx-Persée, elle dispose de catalogues consultables en ligne et dessert un public de niveau recherche sur les sites de Paris et Meudon.

### Bibliothèque numérique
La Bibliothèque de l'Observatoire de Paris a créé une bibliothèque numérique où sont accessibles les collections patrimoniales numérisées, et notamment :
- des publications scientifiques[36] de l'Observatoire ;
- des archives[37] relatives à l'histoire de l'Observatoire ;
- des collections iconographiques[38] et audiovisuelles[39].

De plus, la base de données Calames recense l'ensemble des fonds d'archives inventoriés par la Bibliothèque.